# Kröller-Müller Museum
Kröller-Müller Museum – galeria sztuki oraz park rzeźby mieszczące się na terenie holenderskiego parku narodowego De Hoge Veluwe w Otterlo, mające głównie zbiory sztuki z XIX i XX w. Muzeum jest znane z dużej kolekcji obrazów Vincenta van Gogha oraz zbiorów rzeźby nowoczesnej na wolnym powietrzu.
Mając w swoich zbiorach 87 obrazów van Gogha jest Kröller-Müller Museum drugim pod względem ilości jego obrazów muzeum na świecie po Muzeum Vincenta van Gogha w Amsterdamie.

## Historia
Kröller-Müller Museum otrzymało swą nazwę od jego założycielki, Helene Kröller-Müller (1869-1939), która przy pomocy swego doradcy, H.P. Bremmera, zgromadziła ok. 11500 dzieł sztuki. Ich zakup finansował jej mąż Anton Kröller, dyrektor spółki Wm. H. Müller & Co.
Muzeum zostało otwarte w 1938, a Helene Kröller-Müller została jego pierwszym dyrektorem.
Po jej śmierci muzeum rozbudowano, dobudowując w 1953 skrzydło kongresowe i galerię rzeźb oraz nowe skrzydło w latach 1970–1977. Dzięki temu muzeum stało się jednym z największych w Europie.

## Zbiory
Helene Kröller-Müller zaczęła gromadzić swoją kolekcję ok. 1905. Pomysł jej założenia pojawił się, gdy zaczęła wraz z córką uczęszczać na kurs wyceny dzieł sztuki prowadzony przez H.P. Bremmera. W 1907 dokonała pierwszego zakupu; był to obraz Train in Landscape Paula Gabriela. W tym czasie Bremmer zaczął odwiedzać ją w domu i służyć radą. Odwiedzał następnie na jej zlecenie domy aukcyjne i kolekcje dzieł sztuki, szukając obrazów do jej zbiorów.
Kolekcja Helene Kröller-Müller szybko się powiększała; już po kilku latach stała się ona największą na świecie prywatną posiadaczką dzieł Vincenta van Gogha (nie licząc jego rodziny). W ciągu życia zgromadziła ok. 11500 dziel sztuki. Innym jej doradcą został architekt Henry van de Velde. To za jego radą kupiła w 1922 obraz Le Chahut Georges’a Seurata; był to jej największy zakup.
Recesja ekonomiczna z przełomu lat 20. i 30. XX w. ciężko dotknęła firmę Wm. H. Müller & Co. Żeby nie dopuścić do zaprzepaszczenia kolekcji, Helene Kröller-Müller ofiarowała w 1935 swe zbiory państwu holenderskiemu, pod warunkiem wybudowania gmachu muzeum w celu umieszczenia w nim kolekcji.

## Budynek muzeum
Pierwszym architektem, wynajętym przez małżeństwo Kröller-Müller do zaprojektowania budynku mieszczącego zbiory sztuki był Peter Behrens. W 1911 zaprojektował on w Wassenaar dom Ellenwoude, pomyślany jako budynek mieszkalny z dużą galerią. Była to kubistyczna bryła o jasnych, klasycznych formach. Ponieważ przedłożone szkice nie przekonały Helene Kröller-Müller, na placu budowy powstał tylko model budynku naturalnej wielkości, wykonany z drewna i płótna, a nieporozumienia doprowadziły do zmiany architekta.
Nowymi architektami zostali: współpracownik Behrensa Ludwig Mies van der Rohe oraz, na życzenie doradcy H.P. Bremmera, także Hendrik Petrus Berlage. Obaj przedłożyli plany w 1912, jednak i one nie doczekały się realizacji.

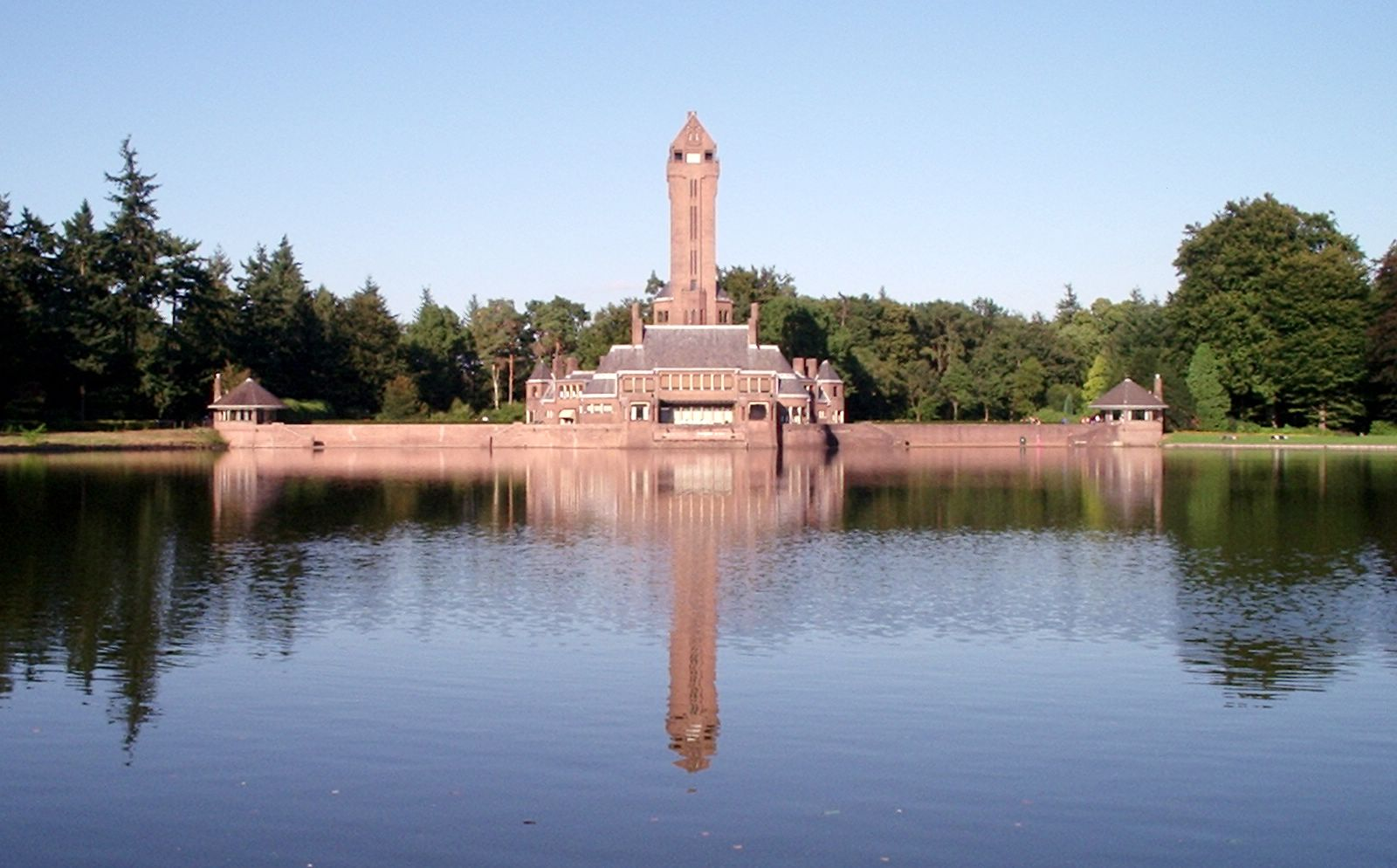
Dom myśliwski Jachthuis Sint-Hubertus

Po zakupieniu przez małżeństwo Kröller-Müller obszaru De Hoge Veluwe w prowincji Gelderland z przeznaczeniem na teren łowiecko-jeździecki, postanowili oni zbudować tam dwa budynki: dom myśliwski Jachthuis Sint-Hubertus i w pewnej odległości od niego oddzielne muzeum. Oba zaprojektował Berlage. Dom myśliwski Jachthuis Sint-Hubertus powstał w latach 1914–1920. Po 1916 Berlage pracował nad projektem budynku muzeum przy tzw. Francuskiej Górce. Wkrótce potem doszło do rozdźwięku pomiędzy architektem a Helene Kröller-Müller, która w 1919 wynajęła do zaprojektowania budynku architekta Henry van de Velde. Miał on już na swym koncie zrealizowany w Hadze budynek dla kolekcjonera i mecenasa sztuki Karla Ernsta Osthausa oraz nadzorował budowy wielu muzeów.
Projekt van de Velde spotkał się z przychylnością Kröller-Müllerów. Budowa, której kosztorys opiewał na 6 milionów guldenów, ruszyła w 1921. Na przeszkodzie w ukończeniu obu budowli stanął kryzys ekonomiczny przełomu lat 20. i 30. XX w.
Jachthuis Sint-Hubertus i cały teren Hoge Veluwe zostały w 1935 przekazane na rzecz fundacji, a zbiory sztuki – państwu holenderskiemu. Darowizna była obwarowana warunkiem, iż na terenie Hoge Veluwe pod kierunkiem van de Velde ma powstać w przeciągu pięciu lat budynek, który pomieści zbiory sztuki. W latach 1937–1938 zbudowano tzw. muzeum przejściowe, jako rządowy ośrodek prac interwencyjnych. Budynek ten stanowi do dziś jądro muzeum. Jego rozbudowa według planów holenderskiego architekta Wima Quista nastąpiła w latach 1972–1977. W nowym budynku znalazły miejsce wystawy czasowe oraz kawiarnia muzealna.

### Obrazy
Zasadnicza część kolekcji muzealnej obejmującej obrazy i rysunki została zgromadzona przez Helenę Kröller-Müller przy pomocy H.P. Bremmera w latach 1908–1922. Pośród zbiorów eksponowane miejsce zajmują dzieła Vincenta van Gogha. Wraz z zakupem pierwszego kubistycznego obrazu Juana Grisa w 1913 kolekcja rozwinęła się w pierwszy znaczący zbiór sztuki nowoczesnej na świecie.
Dużą część zbiorów stanowią dzieła francuskich realistów: Jeana Baptiste’a Camille’a Corota, Gustave Courbeta, Henri Fantin-Latoura, Jean-François Milleta i Adolphe’a Josepha Monticellego.
Kolejnym istotnym działem jest sztuka okresu impresjonizmu reprezentowana przez dzieła Édouarda Maneta, Claude Moneta i Pierre-Auguste Renoira.

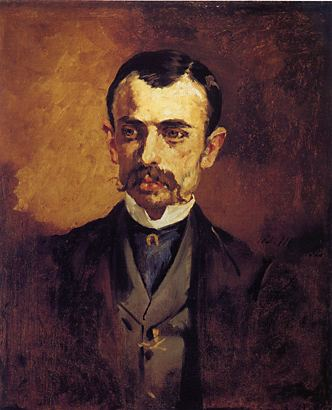
Éduard Manet – Portret mężczyzny
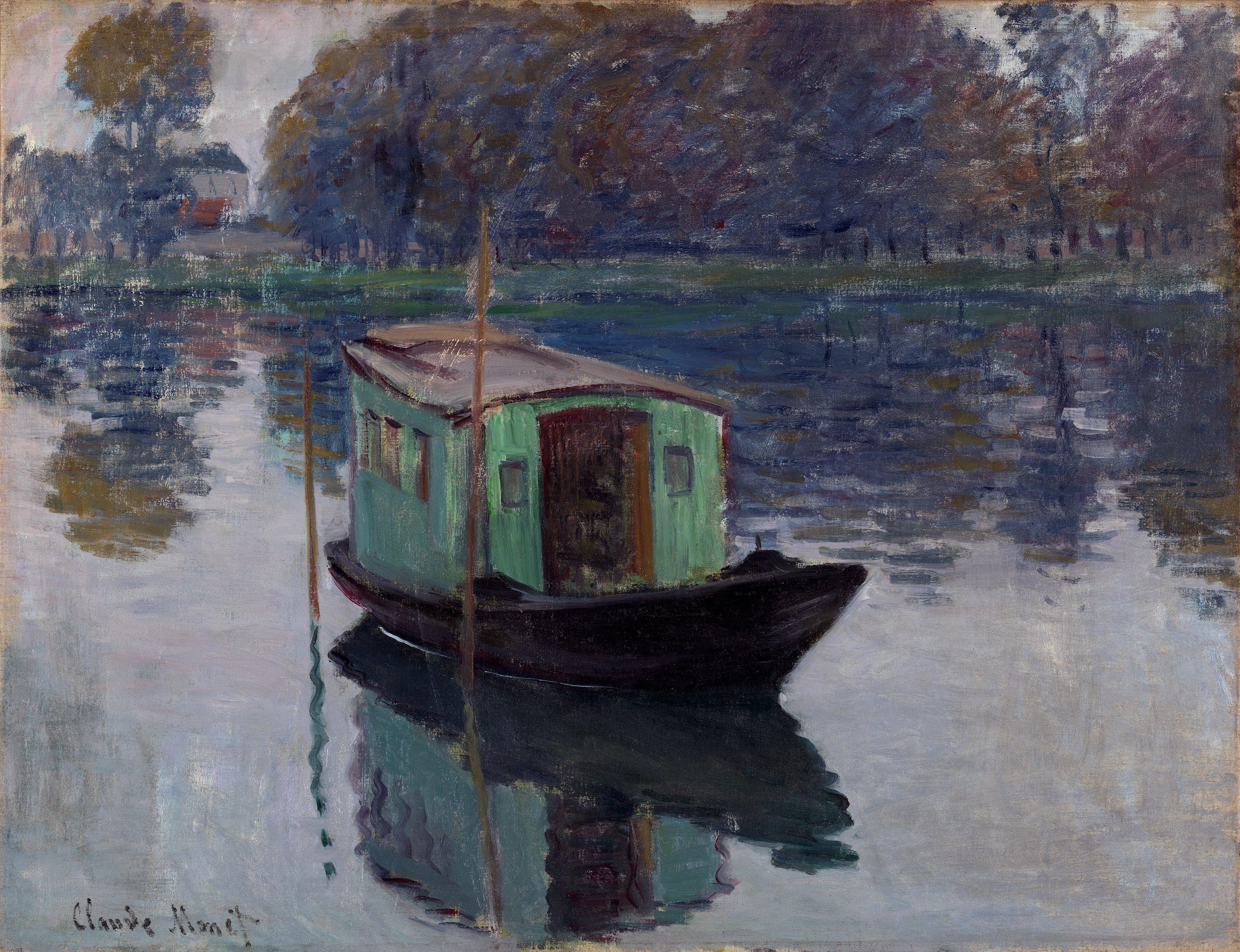
Claude Monet – Łódź studyjna
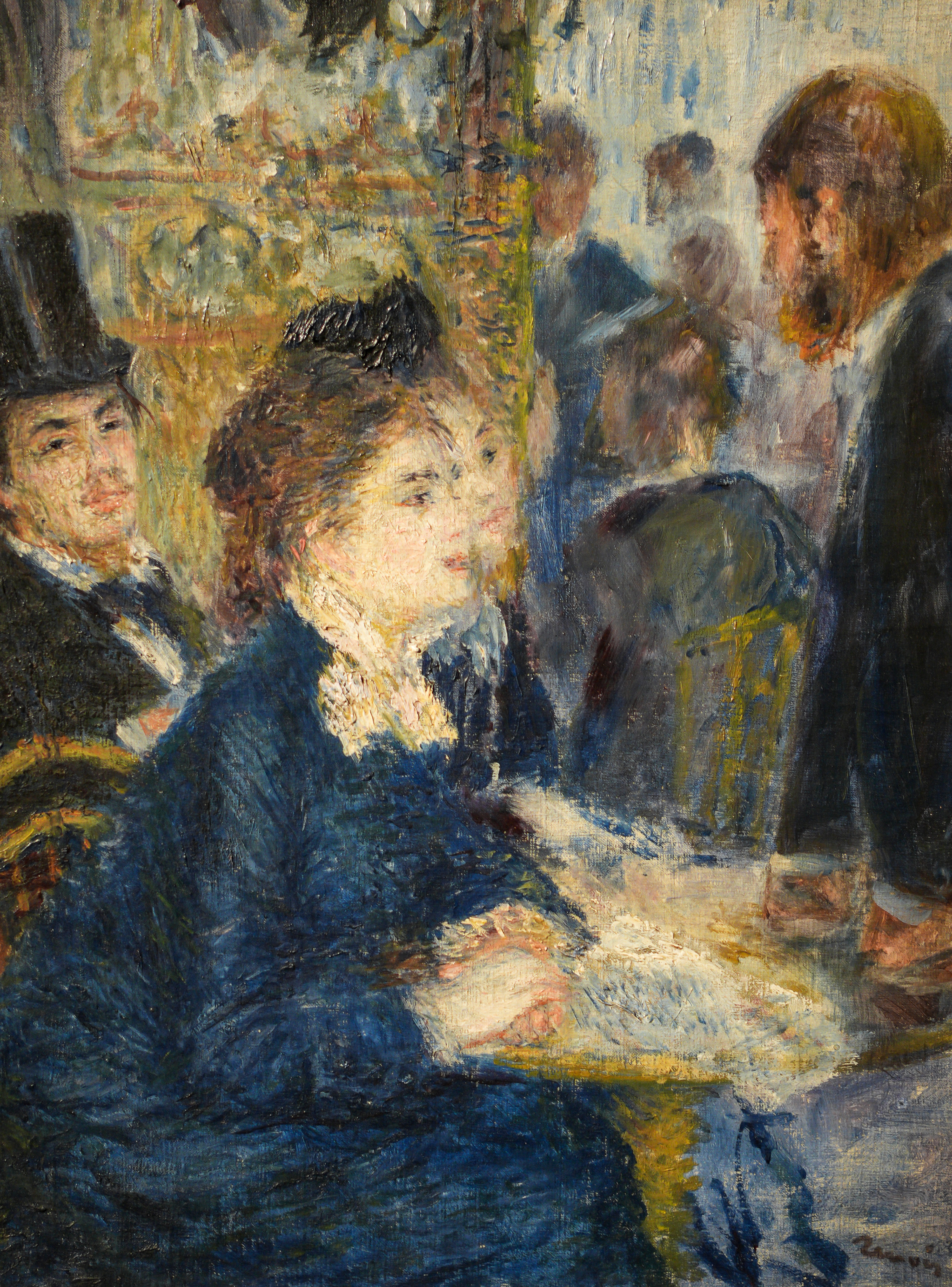
Pierre-Auguste Renoir – W kawiarni
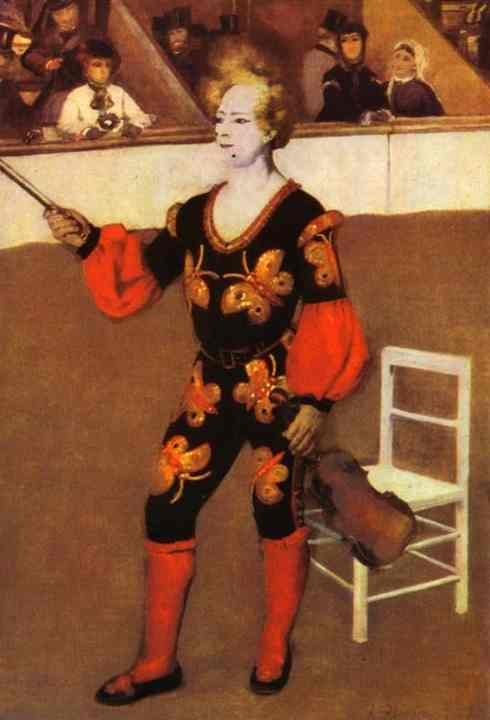
Pierre-Auguste Renoir – Klown

Malarstwo okresu postimpresjonizmu reprezentują dzieła Paula Gauguina i Paula Cézanne’a.

#### Obrazy van Gogha
Eksponowane miejsce pośród nich zajmuje twórczość van Gogha (obrazy i rysunki) reprezentująca wszystkie fazy jego rozwoju twórczego począwszy od okresu holenderskiego (Jedzący kartofle) na okresie francuskim (Arles, St. Rémy) skończywszy.

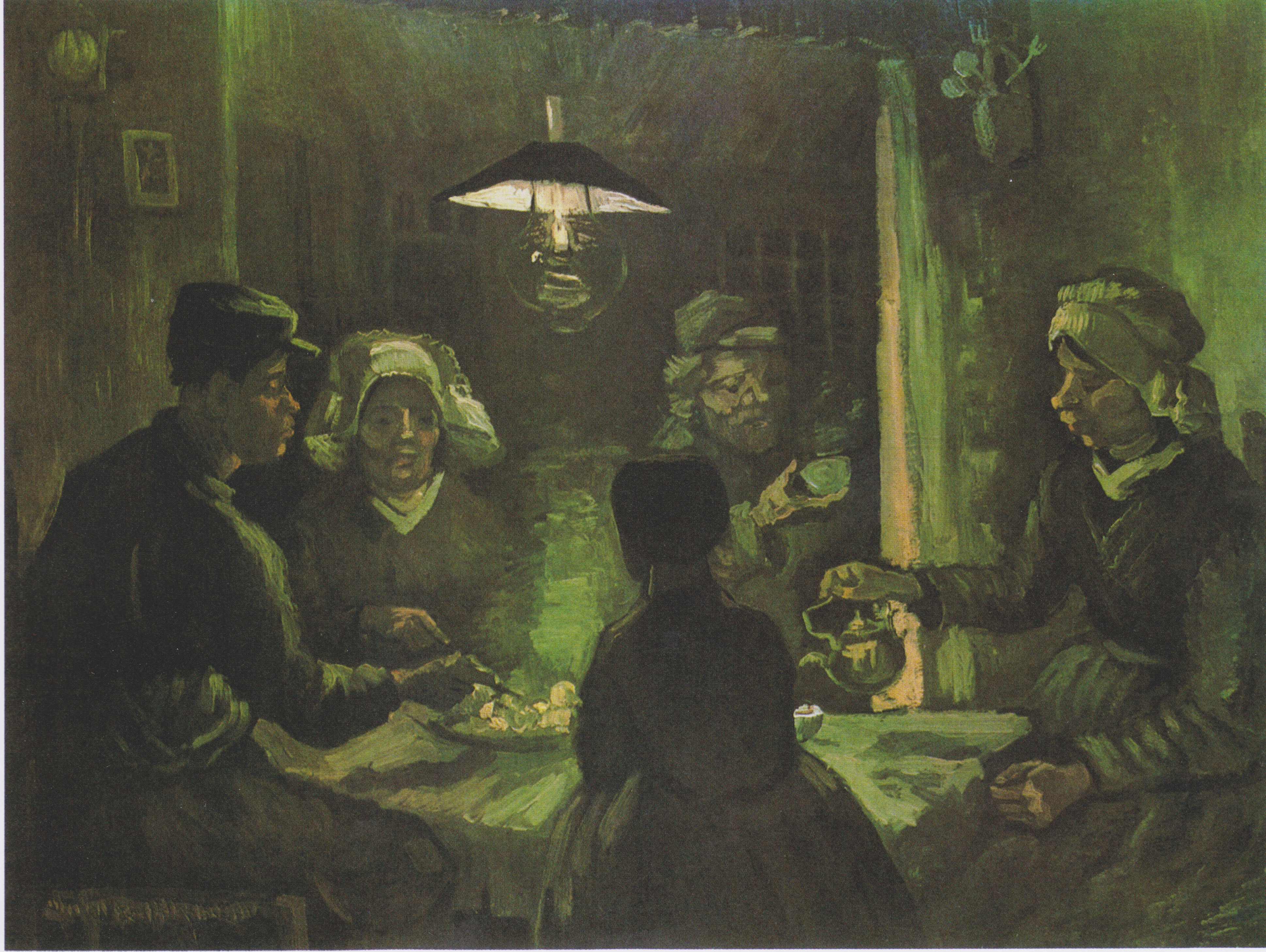
Jedzący kartofle
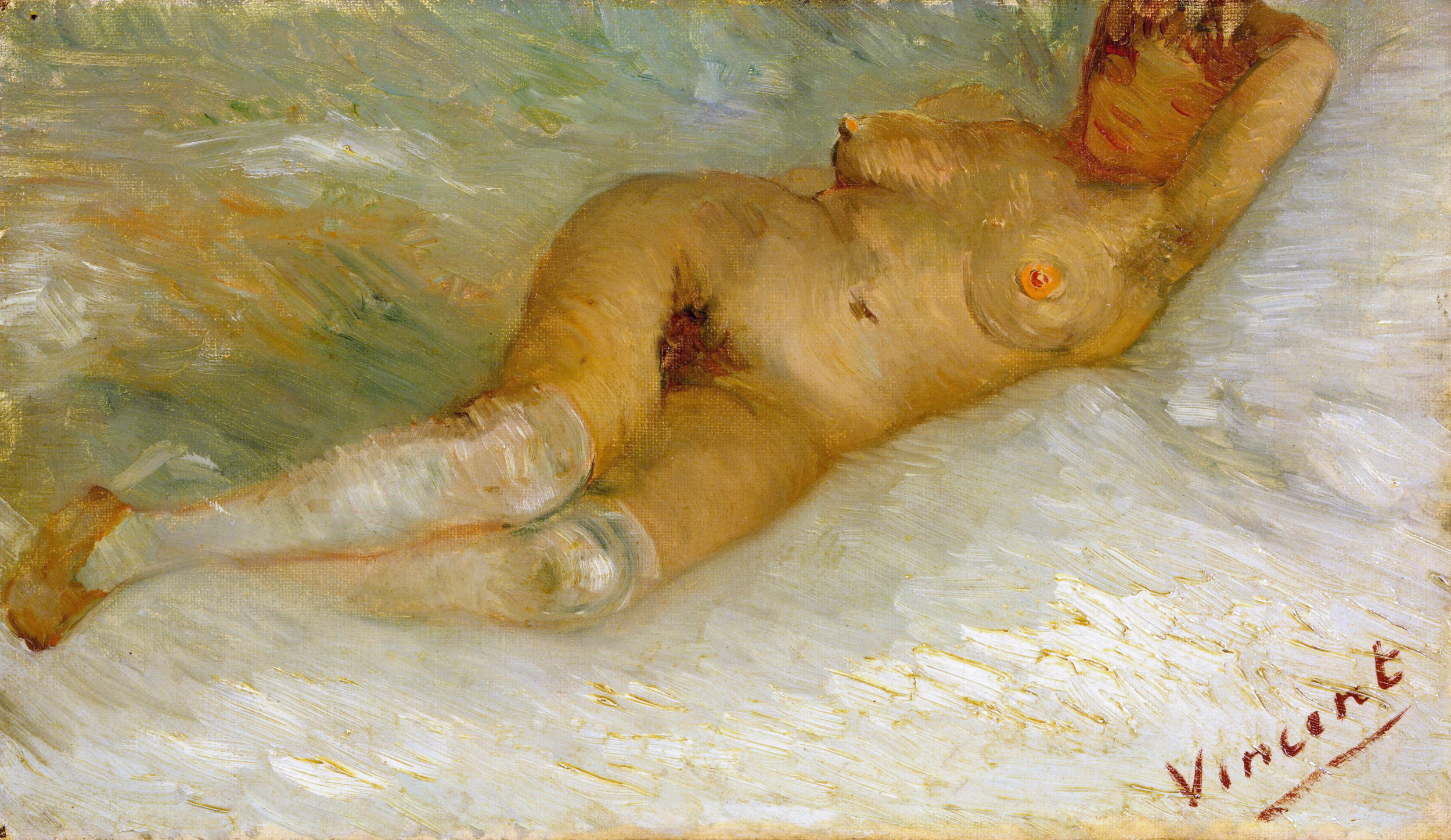
Naga kobieta leżąca na łóżku
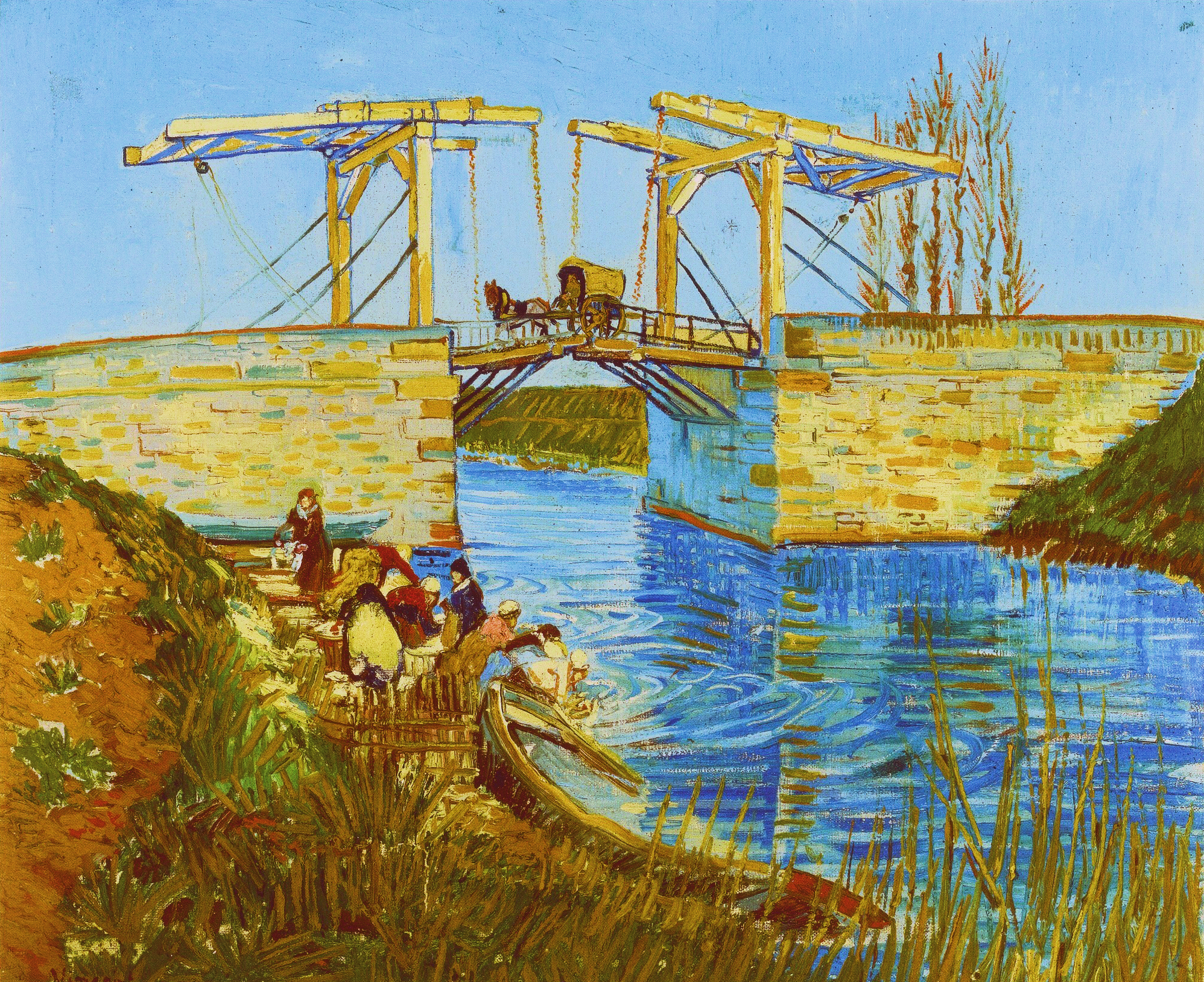
Most Langlois w Arles
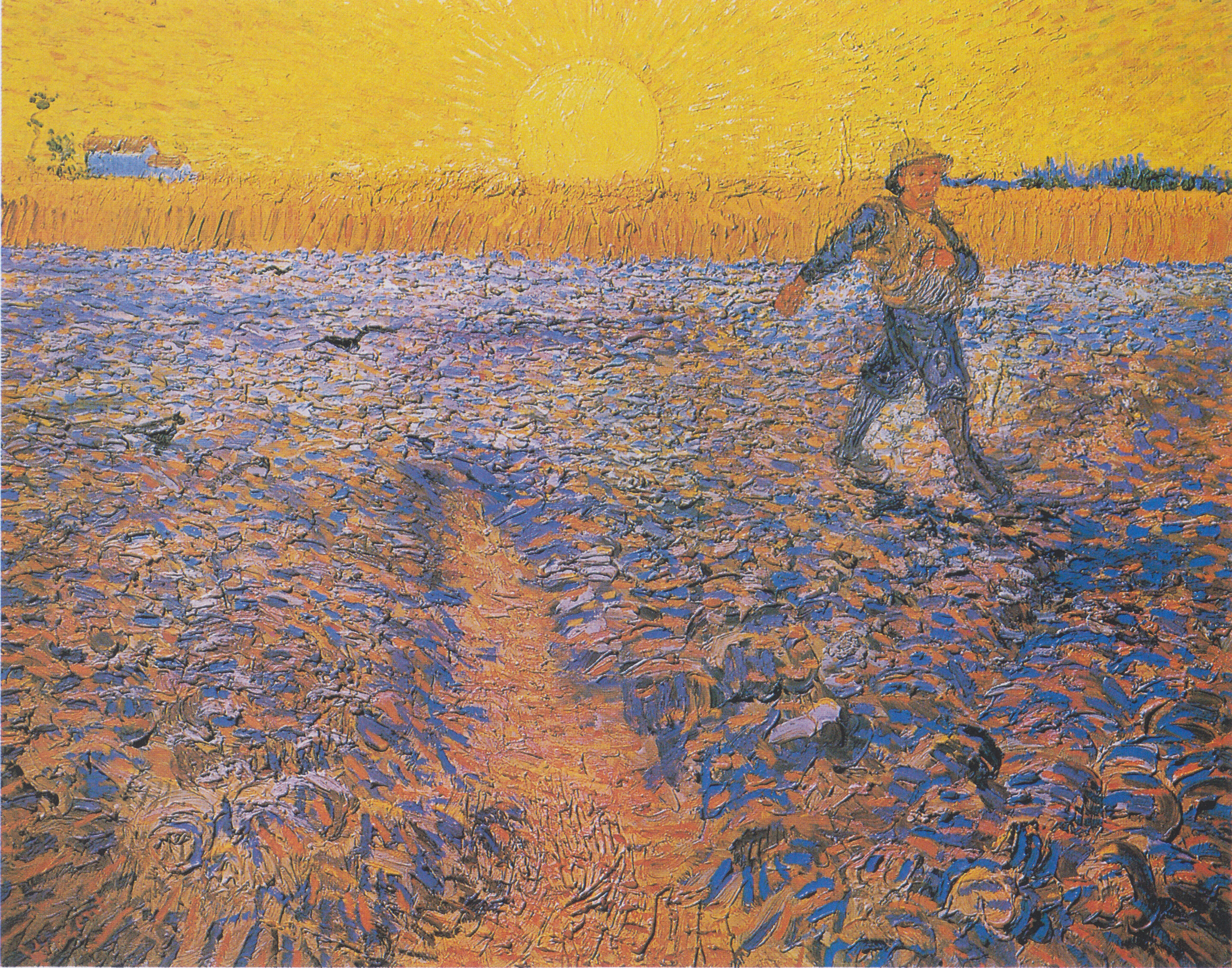
Siewca I
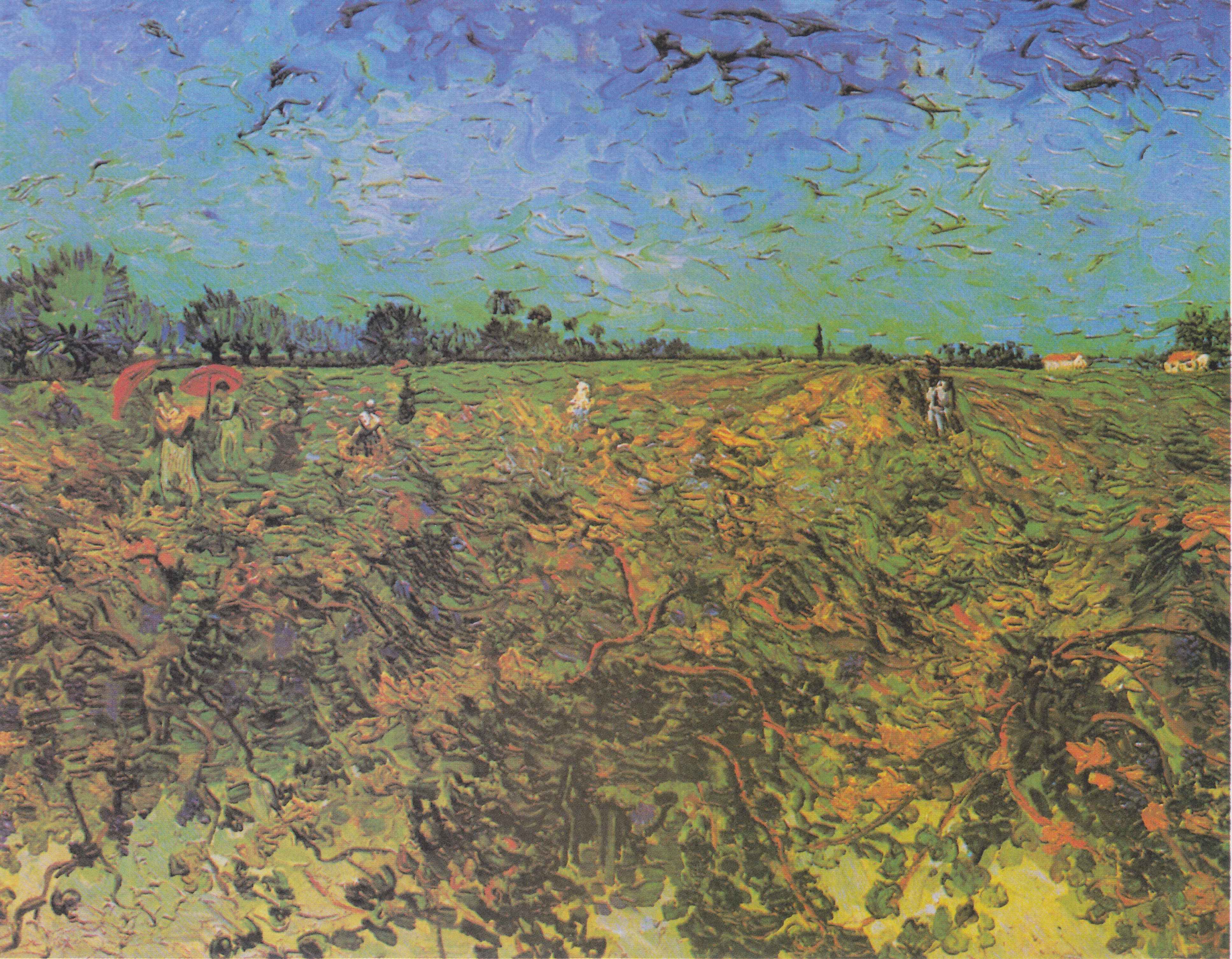
Zielona winnica
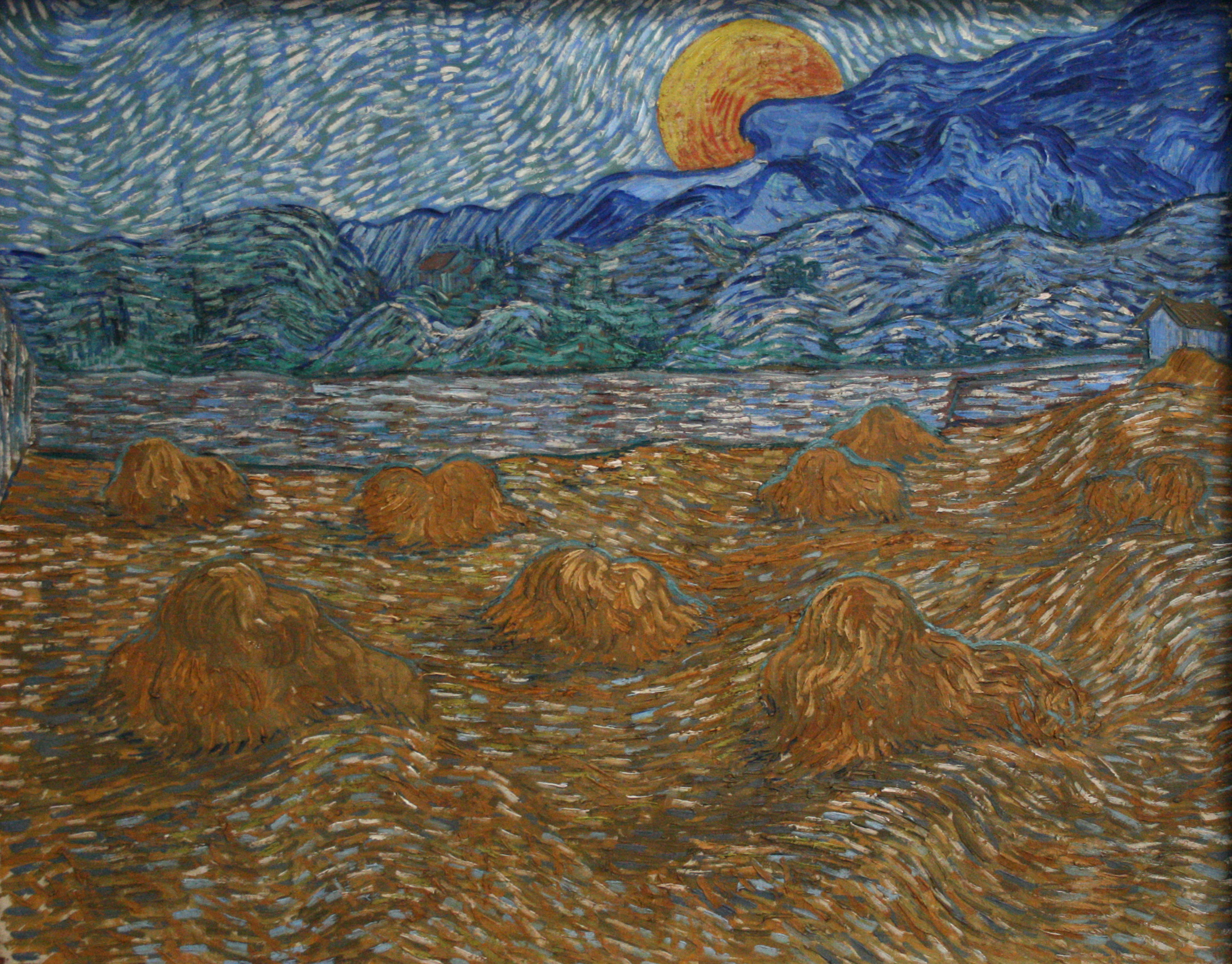
Pejzaż wieczorny ze wschodzącym księżycem
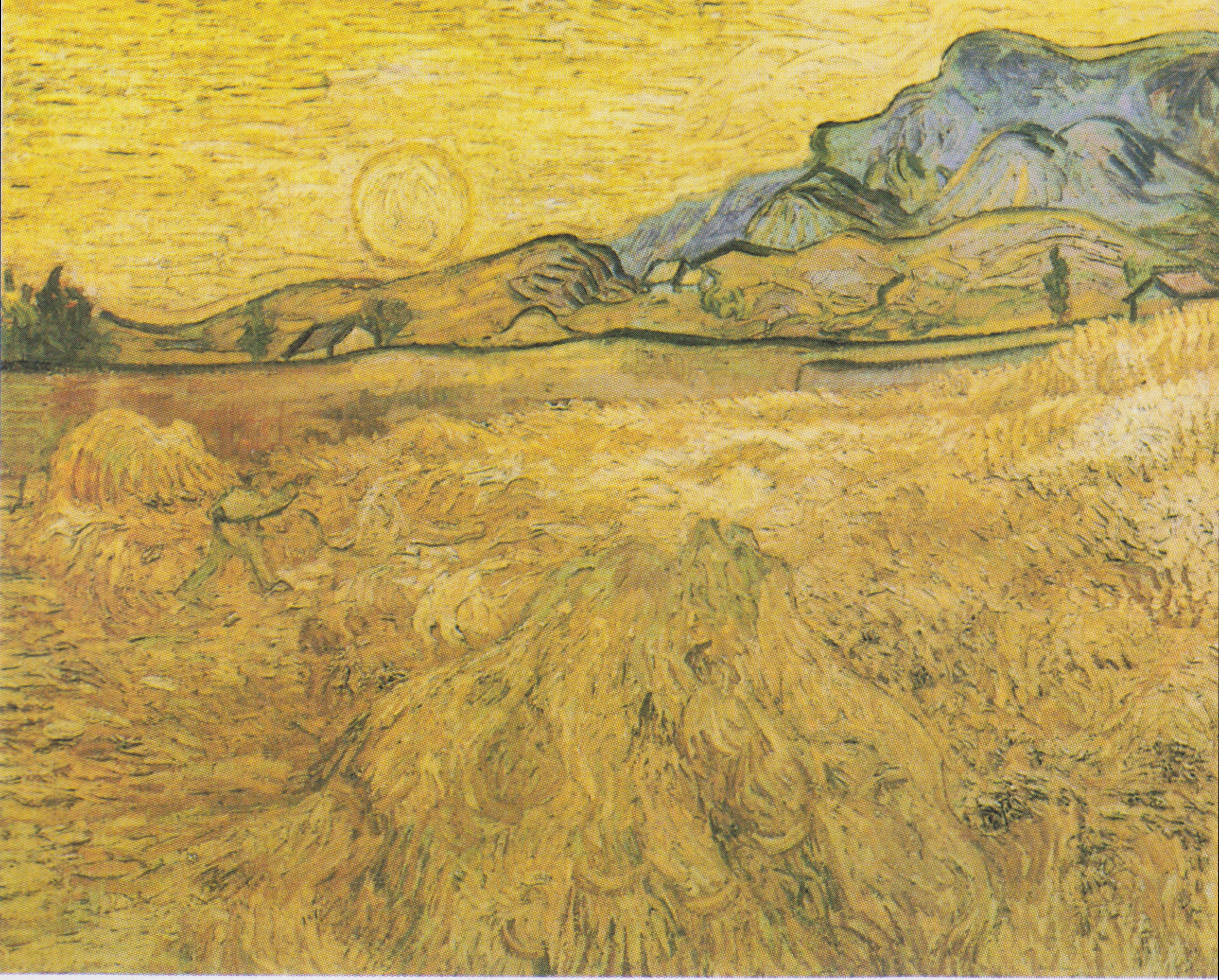
Pole pszenicy ze żniwiarzem i słońcem
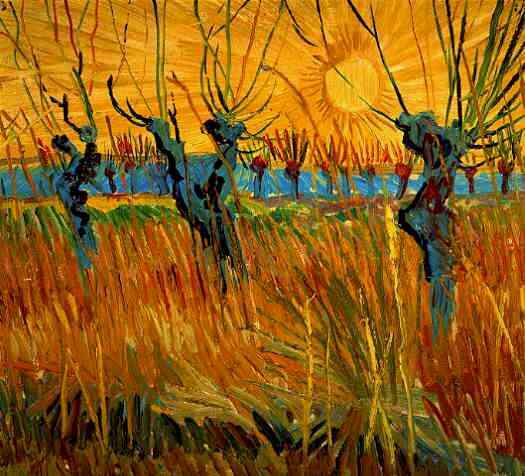
Wierzby o zachodzie słońca
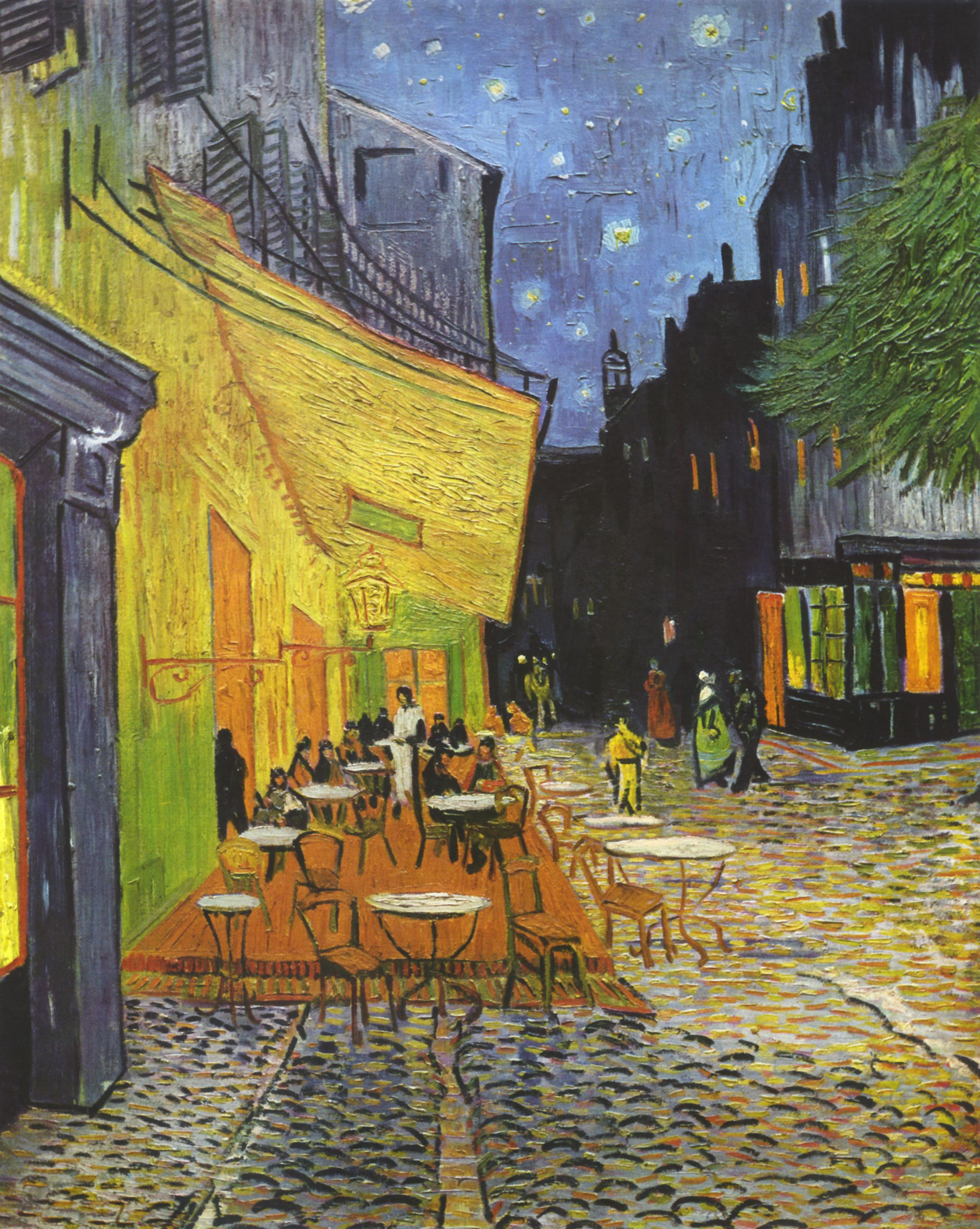
Taras kawiarni w nocy
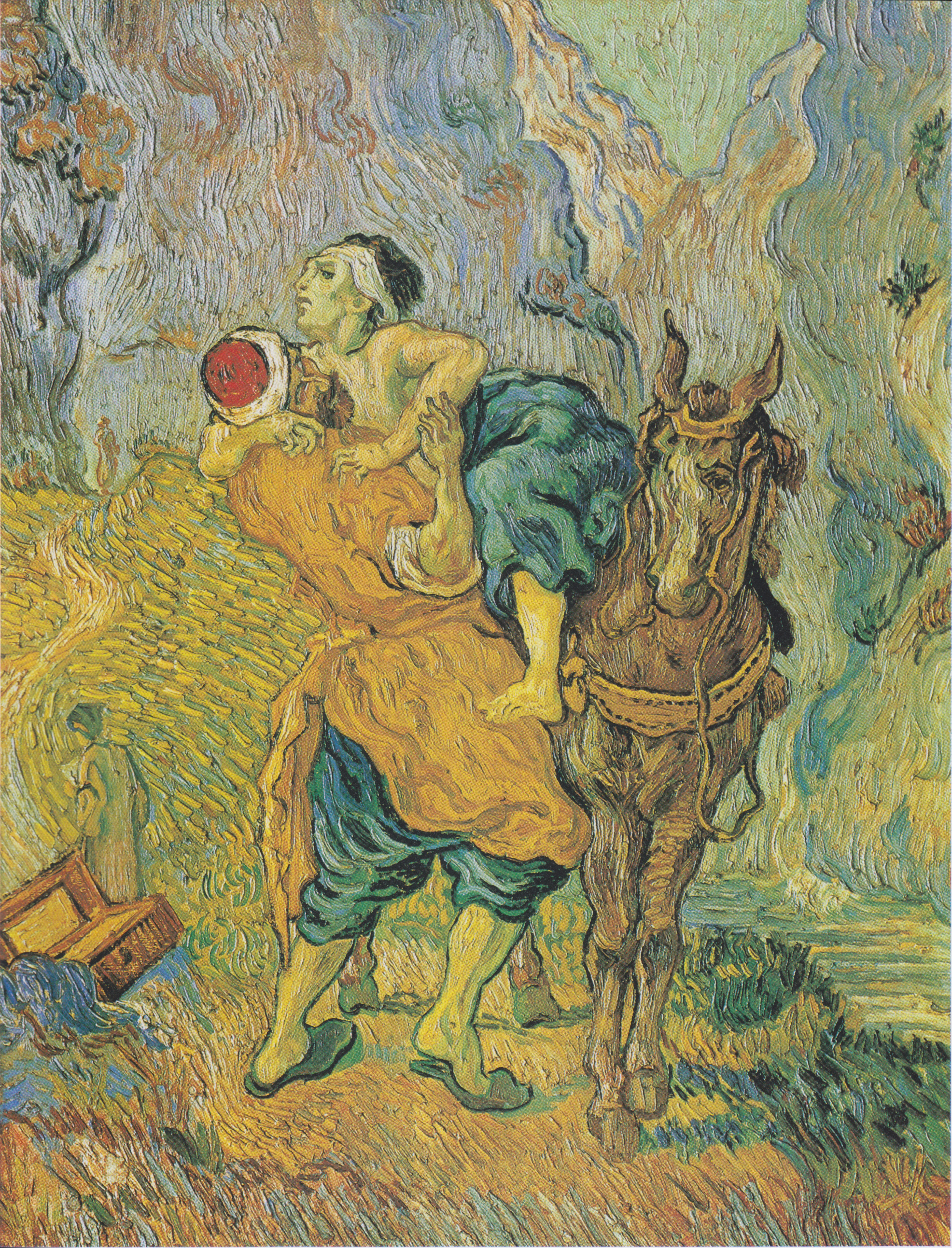
Dobry Samarytanin (według Delacroix)
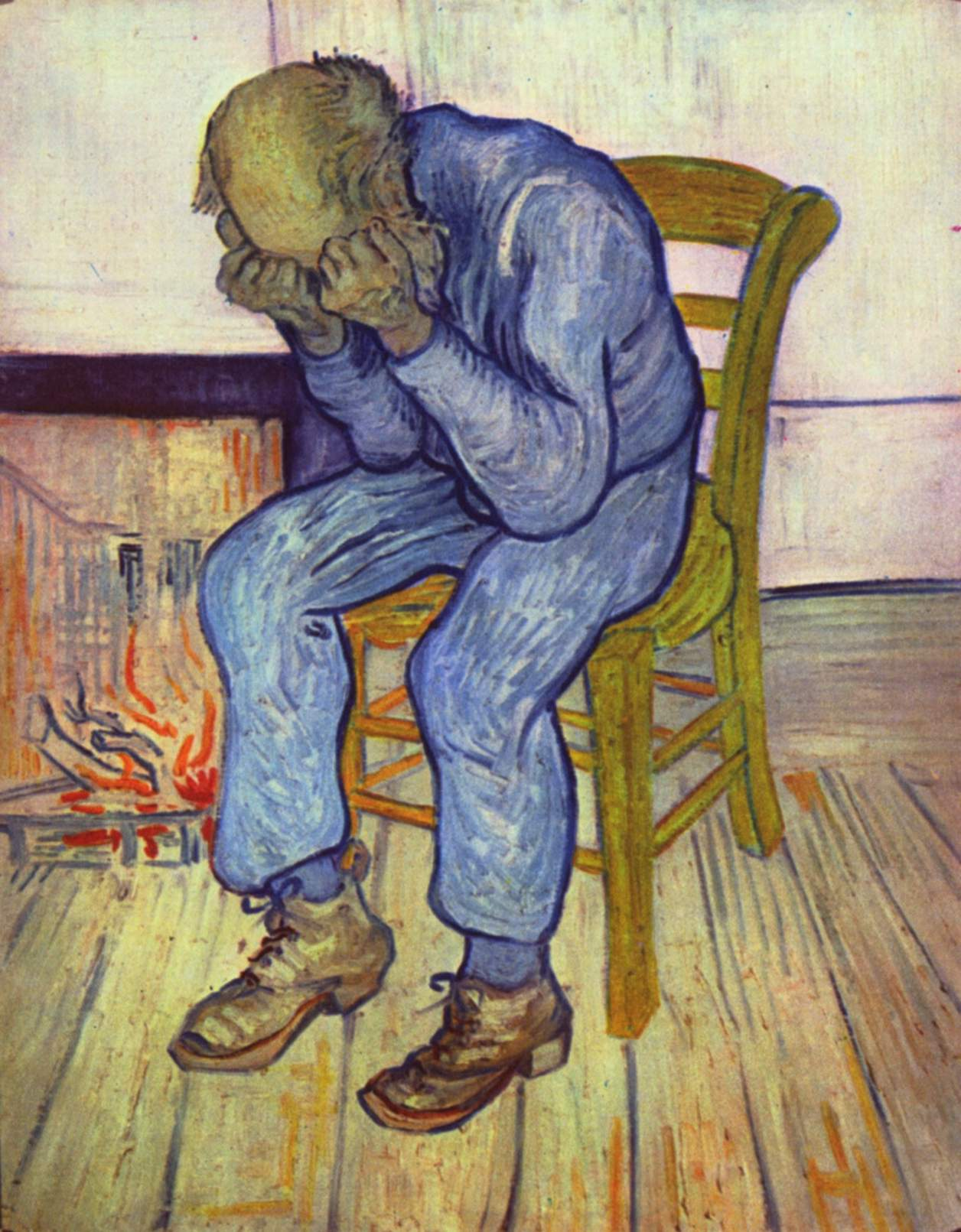
Stary człowiek w smutku
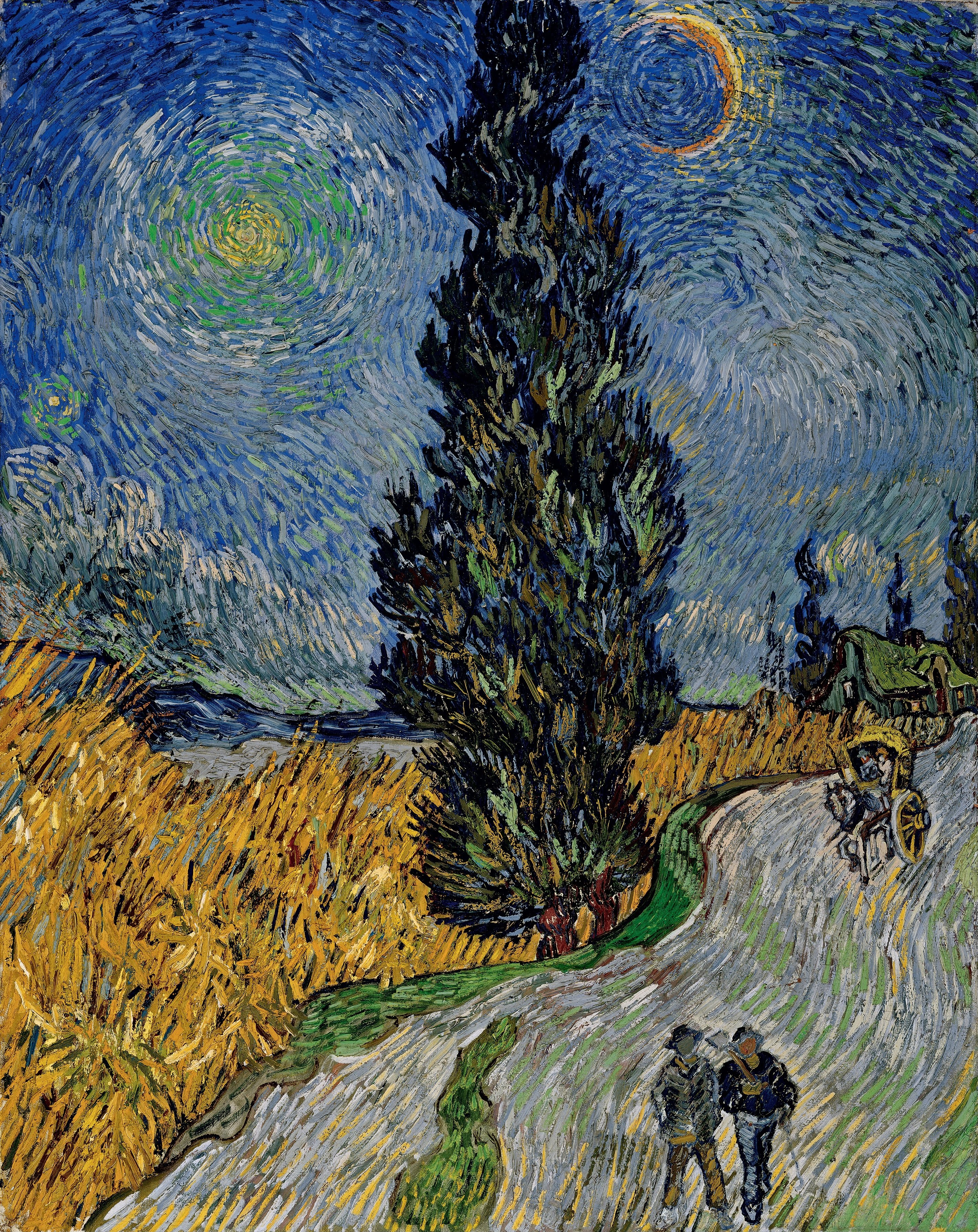
Droga z cyprysem i gwiazdą

#### Puentylizm
Rozwijający się równolegle prąd zwany puentylizmem jest reprezentowany przez obrazy Georges’a Serata, Théo van Rysselberghe'a i Paula Signaca. Okres symbolizmu to dzieła Maurice Denisa, Odilona Redona czy Jamesa Rensora. Malarstwo holenderskie tego okresu reprezentują obrazy Johana Thorn-Prikkera i Jana Tooropa.

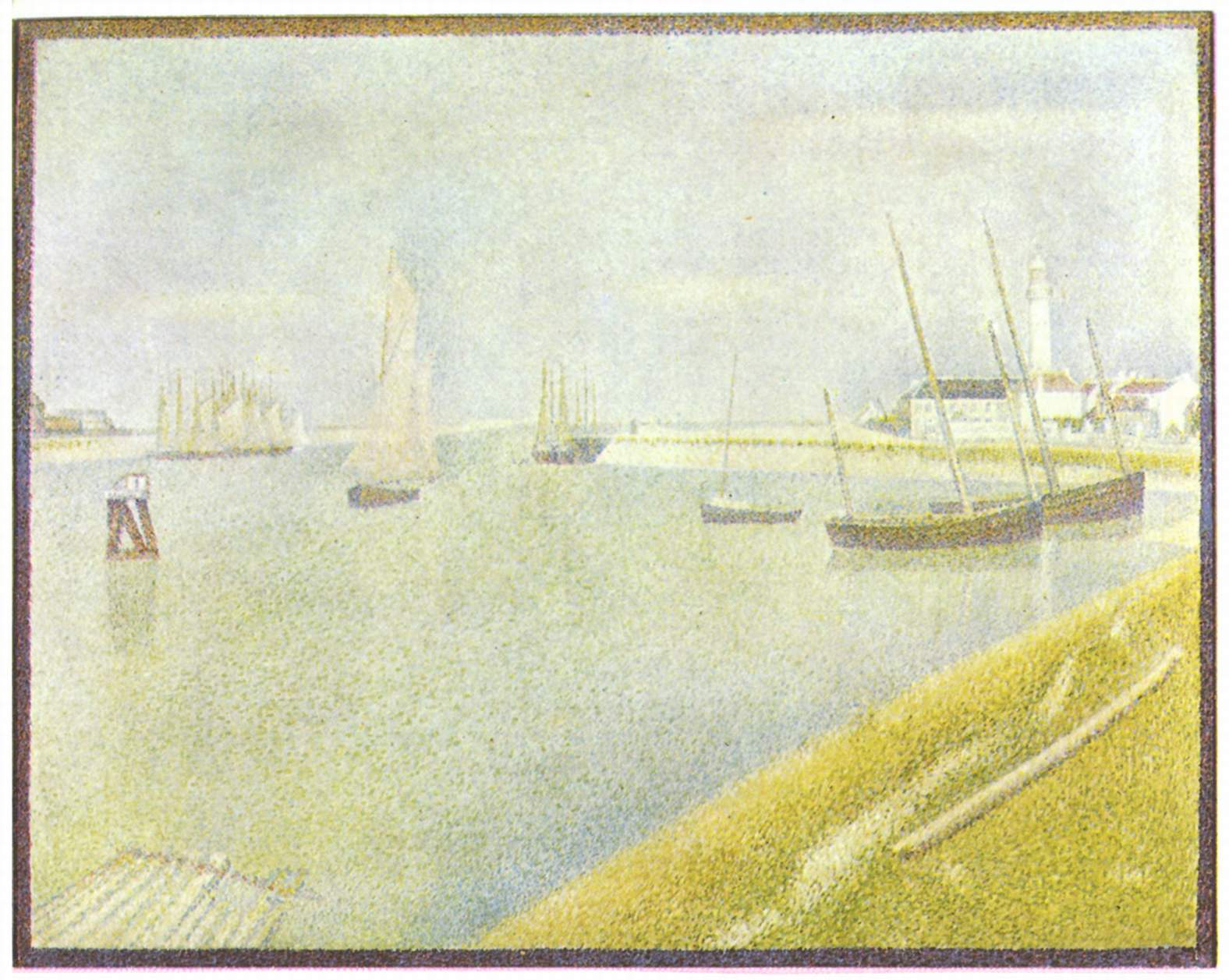
Georges Serat – Kanał Gravelines
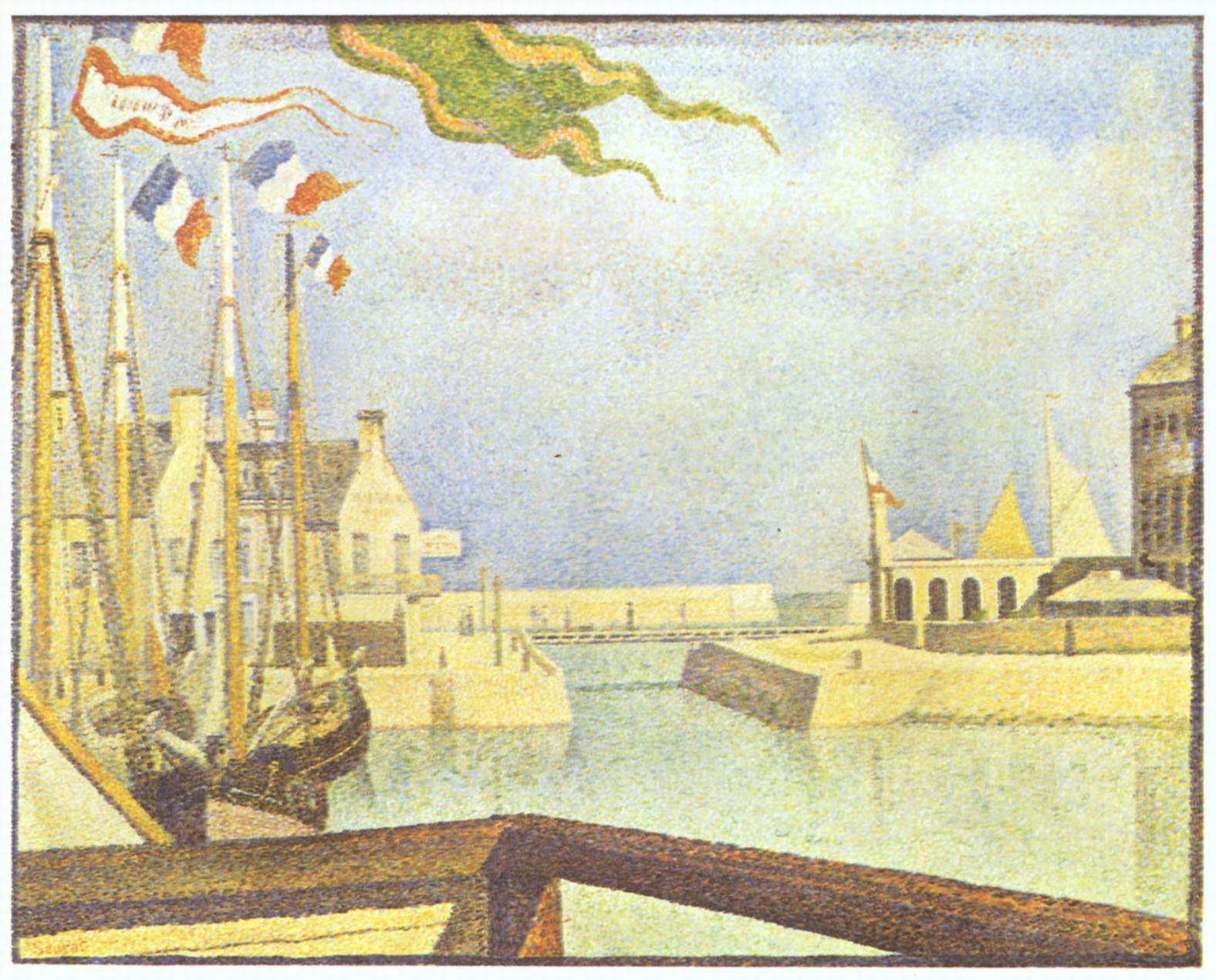
Georges Serat – Niedziela w Port-en-Bessin
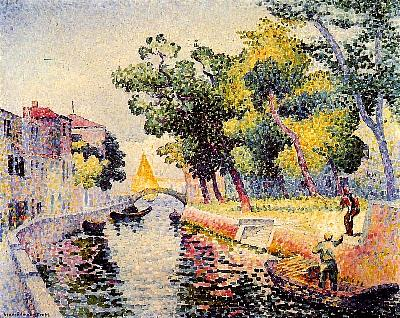
Henri Edmond Cross – Most San Trovaso
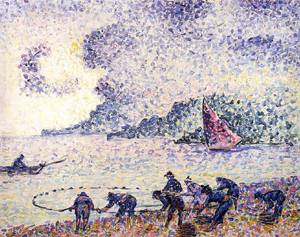
Henri Edmond Cross – Rybak

Obraz La Madrilène Pablo Picasso z 1901 oznacza przejście do sztuki XX wieku, którą reprezentują dzieła kubizmu (oprócz Picasso obrazy Juana Grisa i Fernanda Légera) i neoplastycyzmu (Piet Mondrian i Bart van der Leck).

### Rzeźba
Po drugiej wojnie światowej zbiory muzealne powiększyły się o dzieła rzeźby współczesnej reprezentującej poszczególne kierunki jak: mała plastyka, ready-made czy instalacja. Wymienione trendy reprezentują: Forme uniche della continuità nello spazio Umberto Boccioniego, EOS IX Jeana Tinguely’ego, Marin à la guitare Jacques’a Lipchitza, pięć niewielkich rzeźb Hansa Arpa, Raumkomposition 4 Katarzyny Korbo, Structurist Relief Charlesa Biedermana, Torso:Clementius Ossipa Zadkine’a, liczne prace Barbary Hepworth. Pozostali przedstawiciele XX-wiecznej rzeźby to: Louise Nevelson, Carl Andre (Henge on Threshold (Meditation on the year 1960)), Jan Schoonhoven (Relief R 71-4), Jesús Rafael Soto (Relief: Klare Relationen), François Morellet (Spère-trame), Donald Judd (niezatytułowana rzeźba w mosiądzu), Christo (Empaquetagev), Mario Merz (Prähistorischer Wind aus vereisten Bergen), Richard Long (instalacja Stone Line) i Dan Flavin (świetlna instalacja Quietly to the Memory of Mia Visser).
Zbiory rzeźby dodatkowo zostały wzbogacone szkicami rzeźb, które artyści sporządzili przed ich wykonaniem lub też takie, które pozostały tylko szkicami. Wymienić tu można prace Alberto Giacomettiego, Claesa Oldenburga, Richarda Serry, Christo i Panamarenko.

## Park rzeźby
Kröller-Müller Museum jest też znane z obszernego parku rzeźby o pow. ok. 300000 m², położonego na terenie parku krajobrazowego. Tego rodzaju kolekcja należy do największych w Europie i odzwierciedla koncepcję założycielki muzeum Helene Kröller-Müller – symbiozę między sztuką, architekturą i przyrodą. Kolekcja obejmuje dzieła m.in.: Auguste’a Rodina, Henry Moore’a, Jeana Dubuffeta, Marka di Suvero, Lucio Fontany, Claesa Oldenburga, Fritza Wortruby i Joepa van Lieshouta.

### Wejście

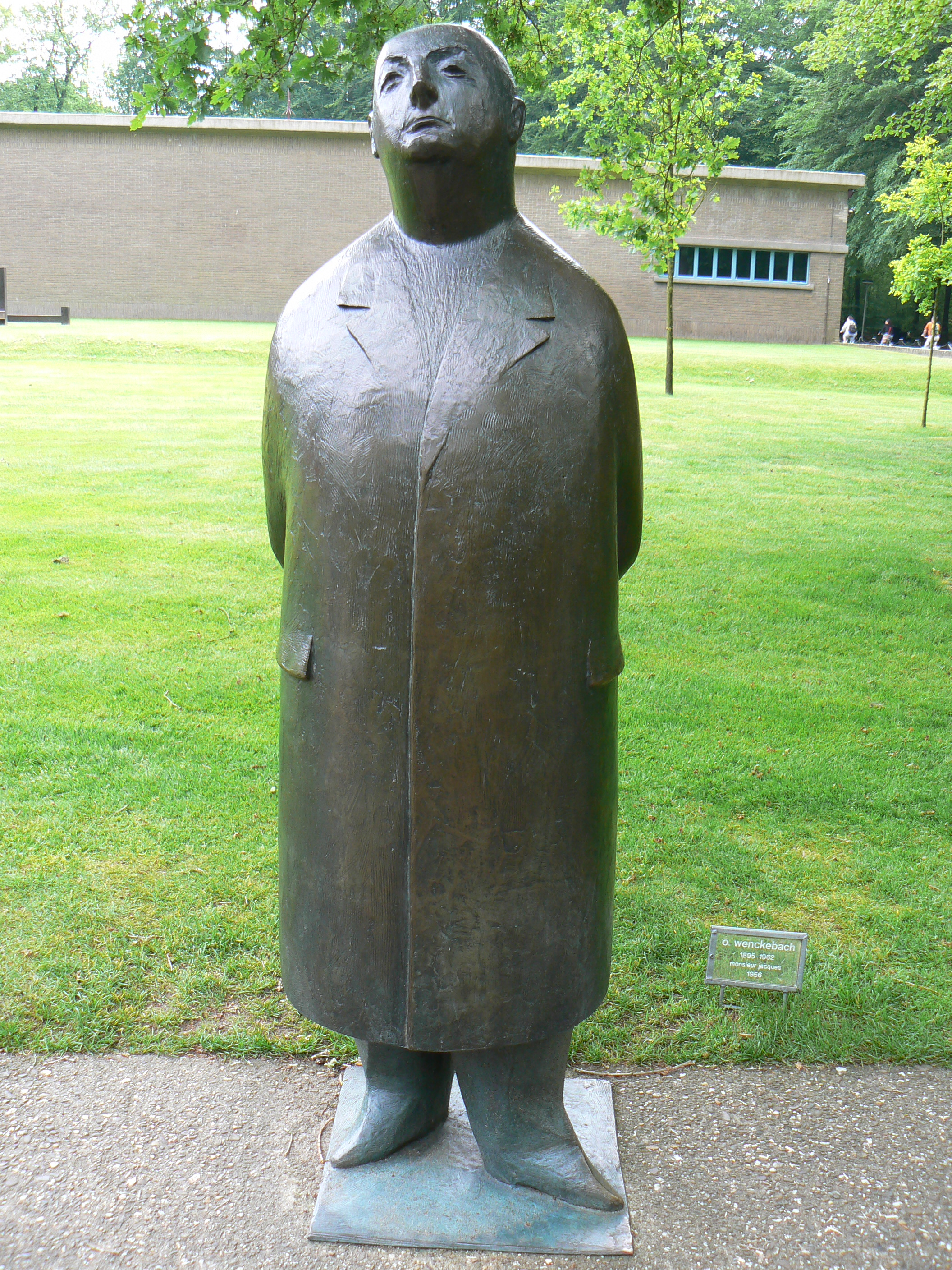
Oswald Wenckebach, Monsieur Jacques (1955)
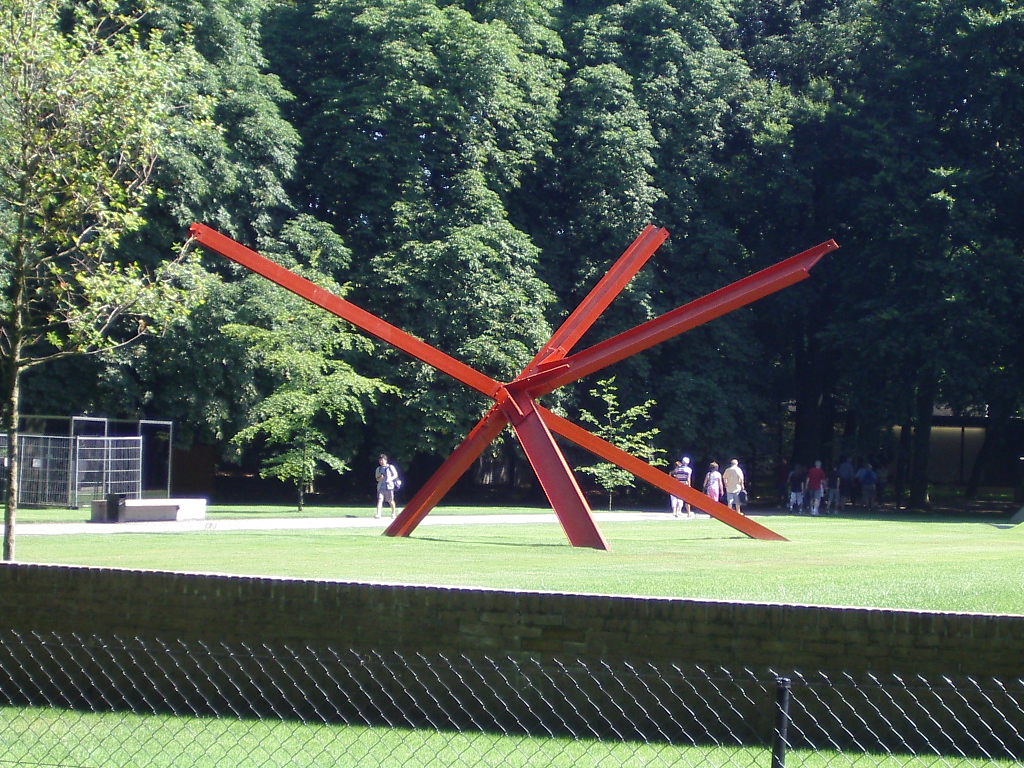
Mark di Suvero, K-piece (1972)
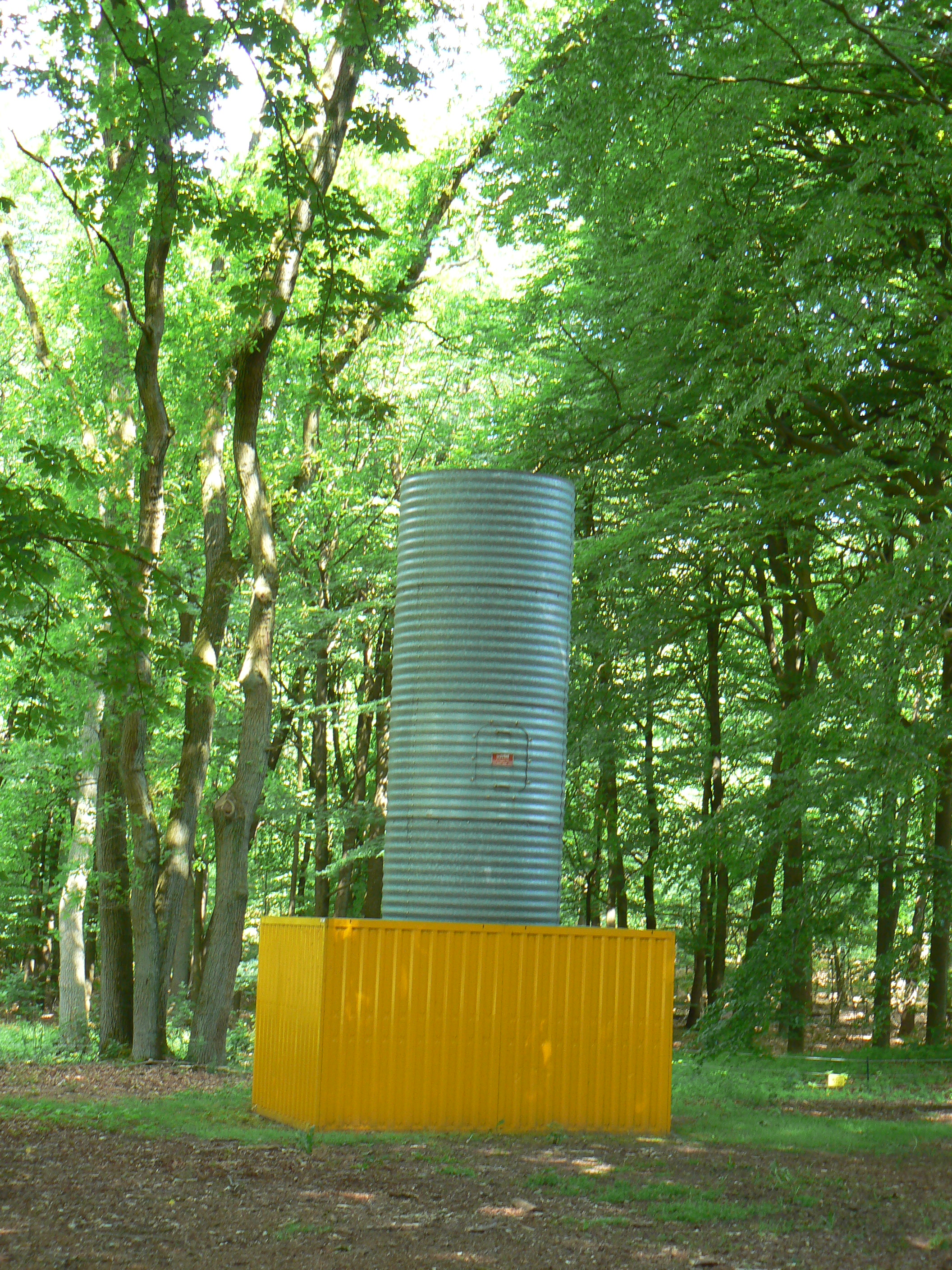
Bertrand Lavier, Privé sur mobi (1986)
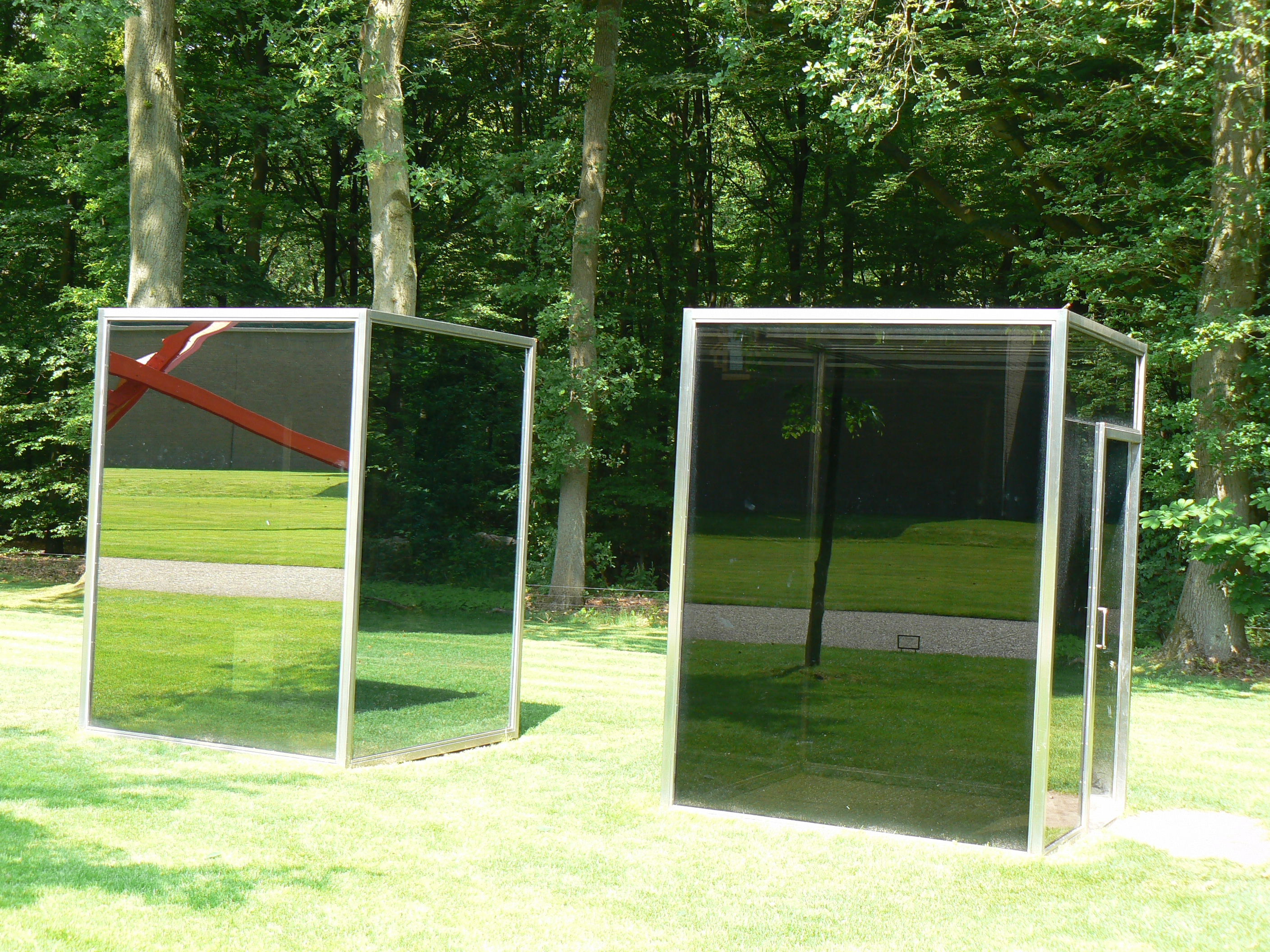
Dan Graham, Two adjacent pavilions (1978-2001)

### Część wschodnia

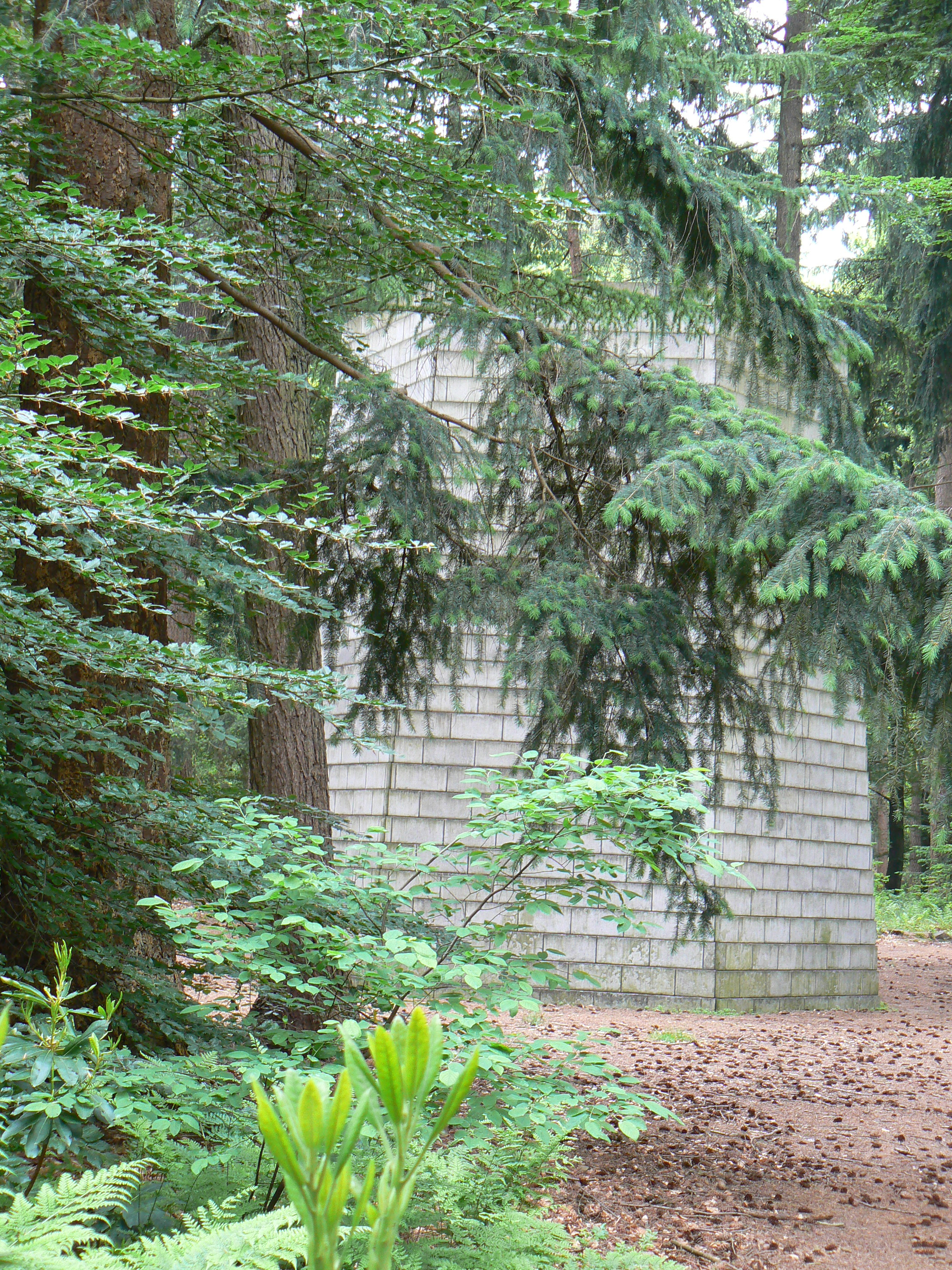
Sol LeWitt, Six-sided tower (1993)
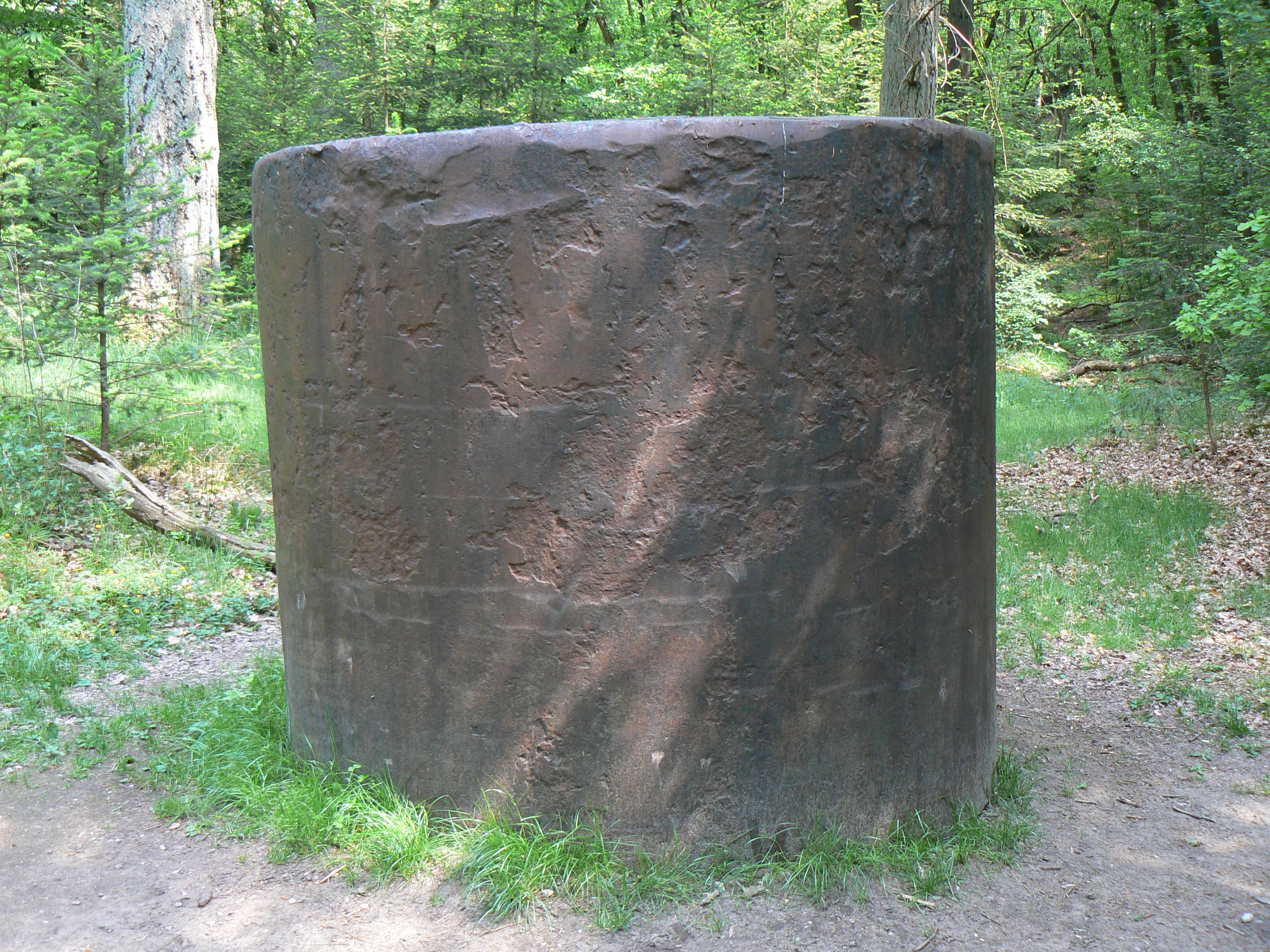
Richard Serra, One (1988)
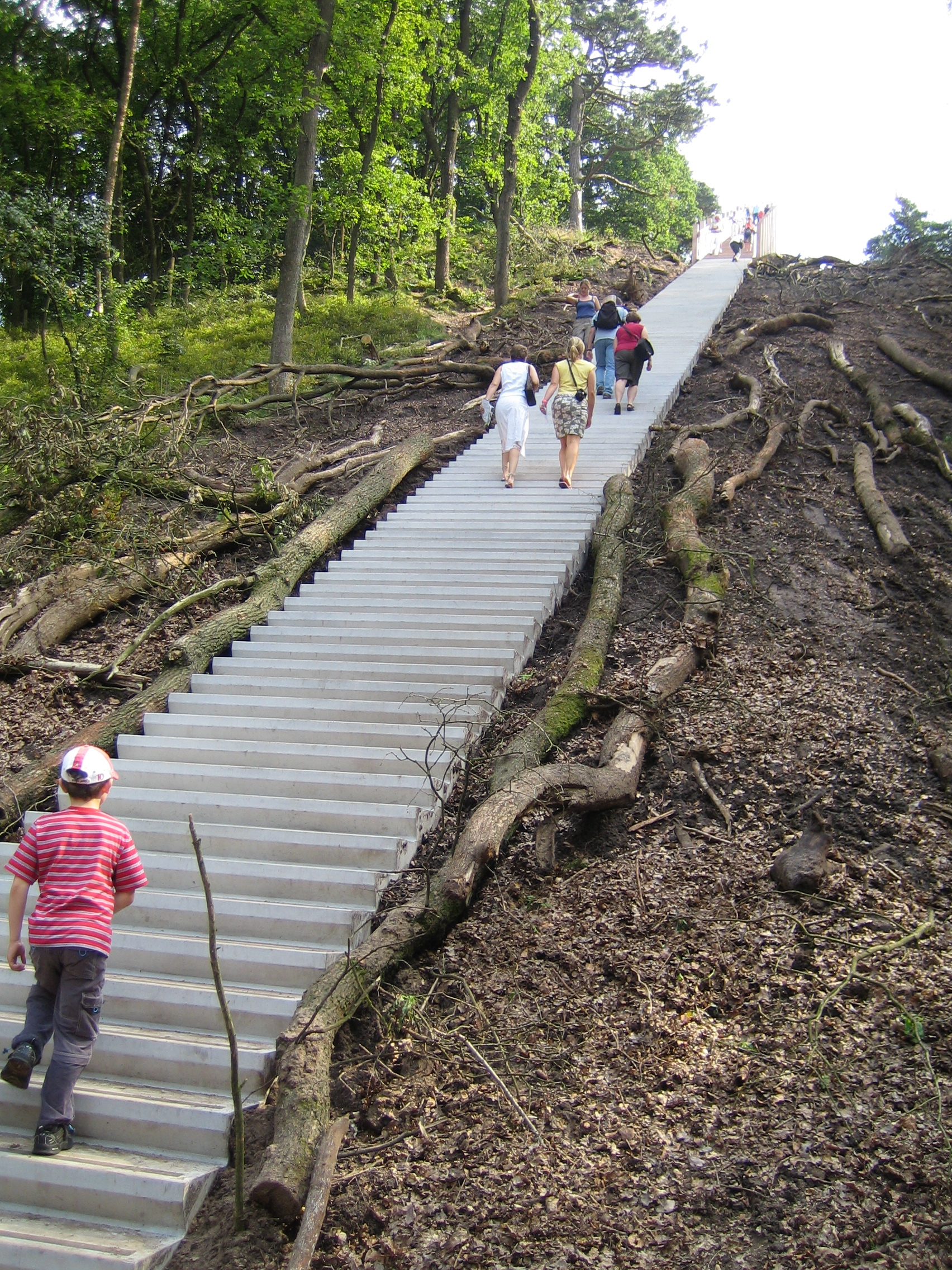
Krijn Giezen, Kijk uit attention (1986-2005)
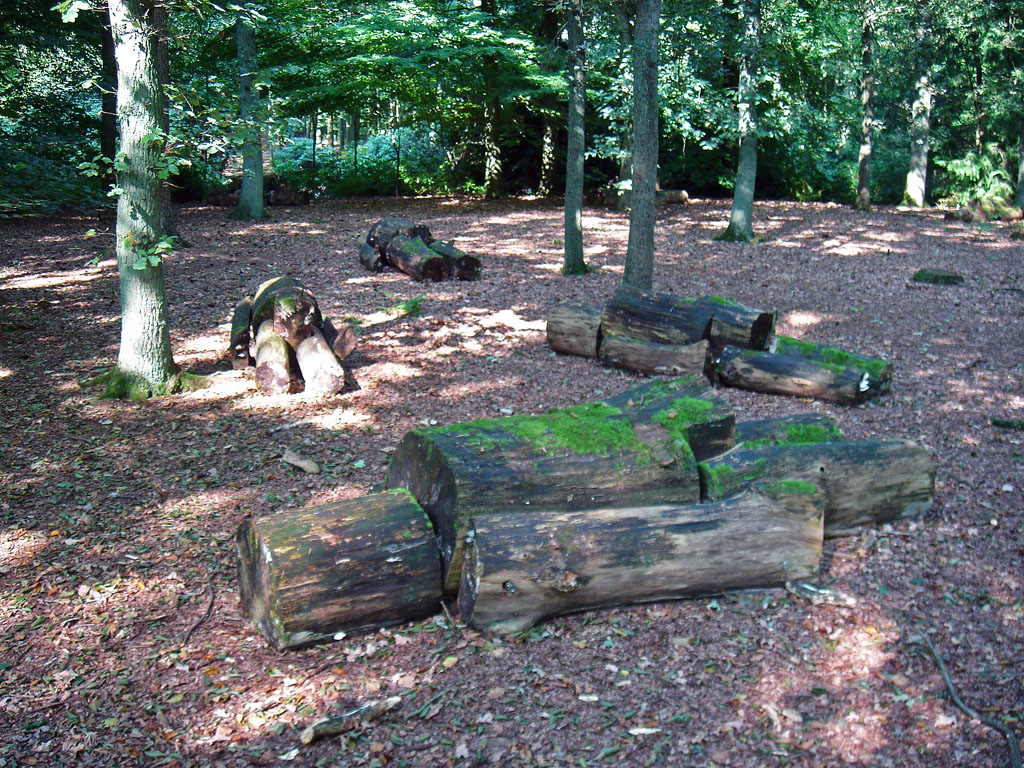
Tom Claassen, Liggende houten mannen (18 Men in wood) (2000)

#### Aldo van Eyck-paviljoen

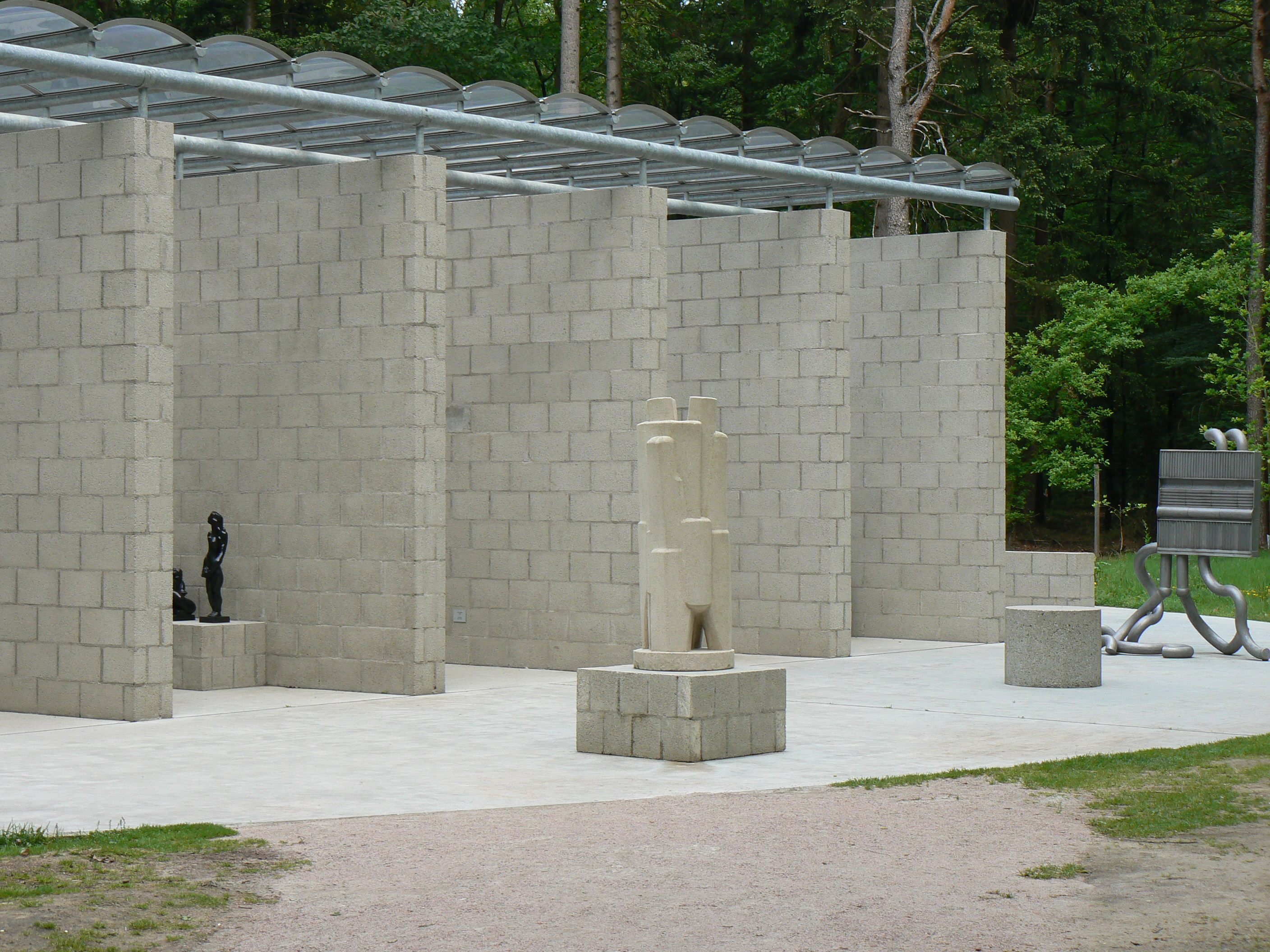
Aldo van Eyck, Aldo van Eyck-paviljoen (1965–1966; zrekonstruowany w Otterlo, 2005−2006)
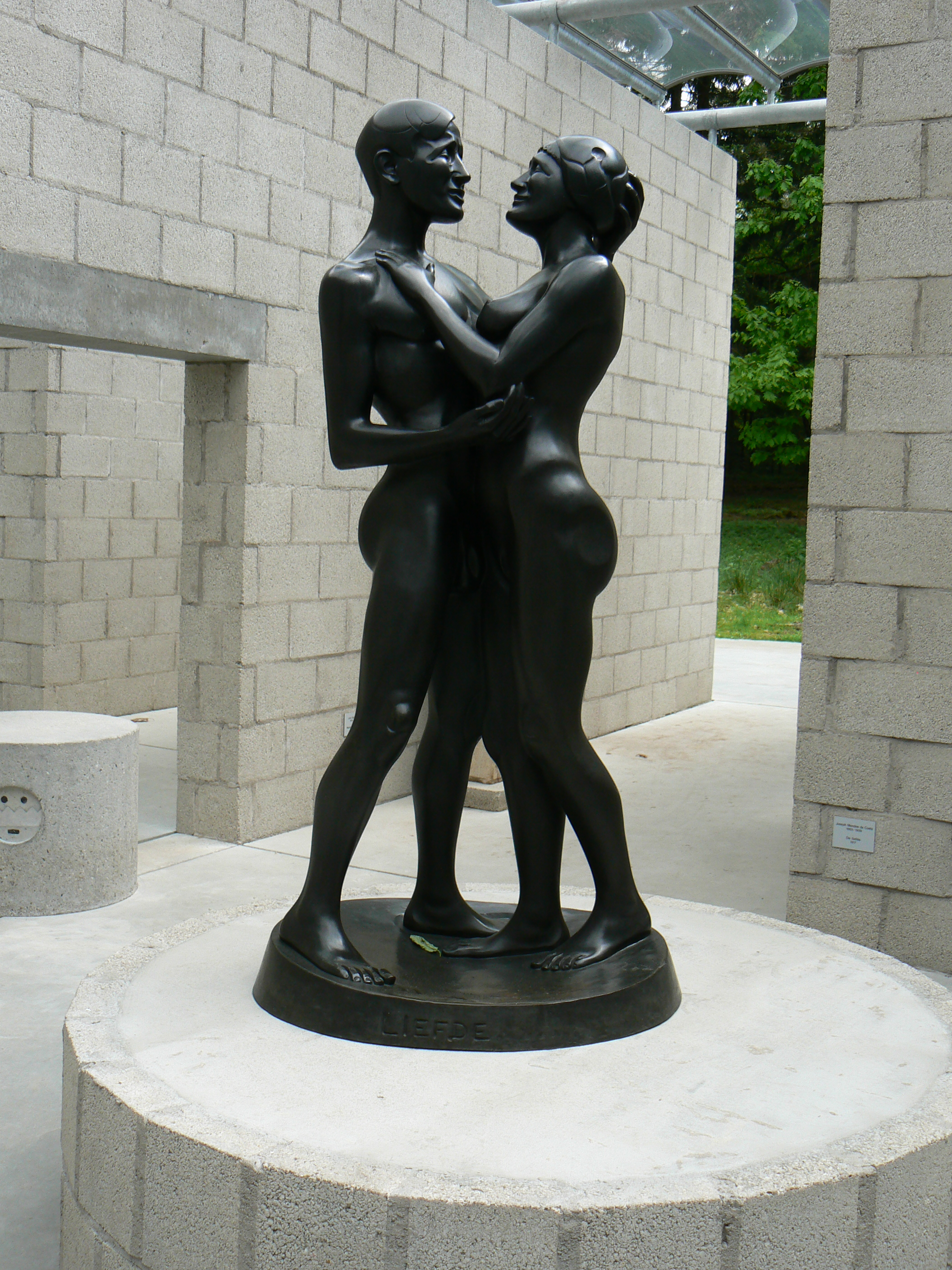
Joseph Mendes da Costa, Liefde (1917)
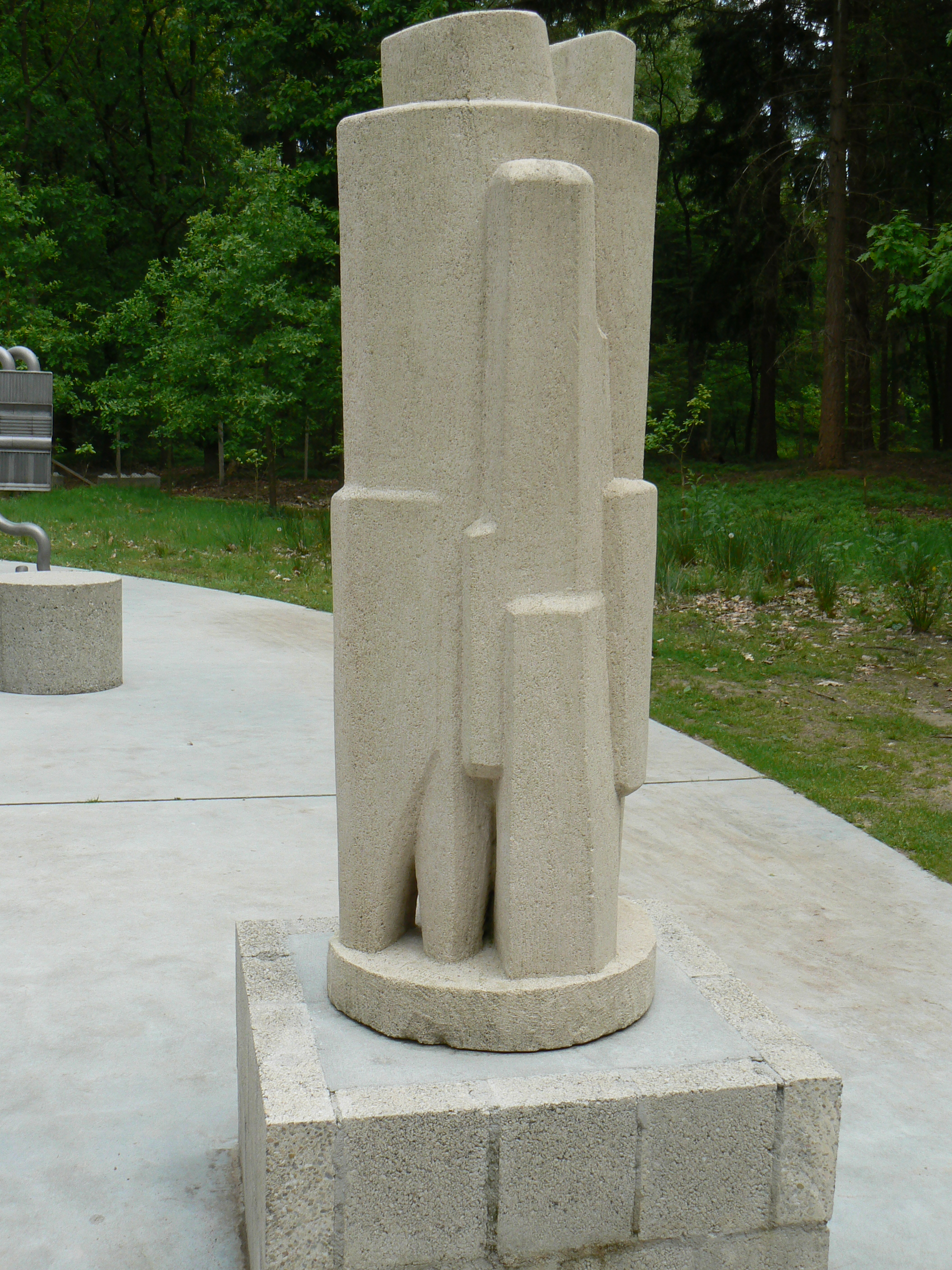
Willy Anthoons, Forme infinie (1949, 1960)
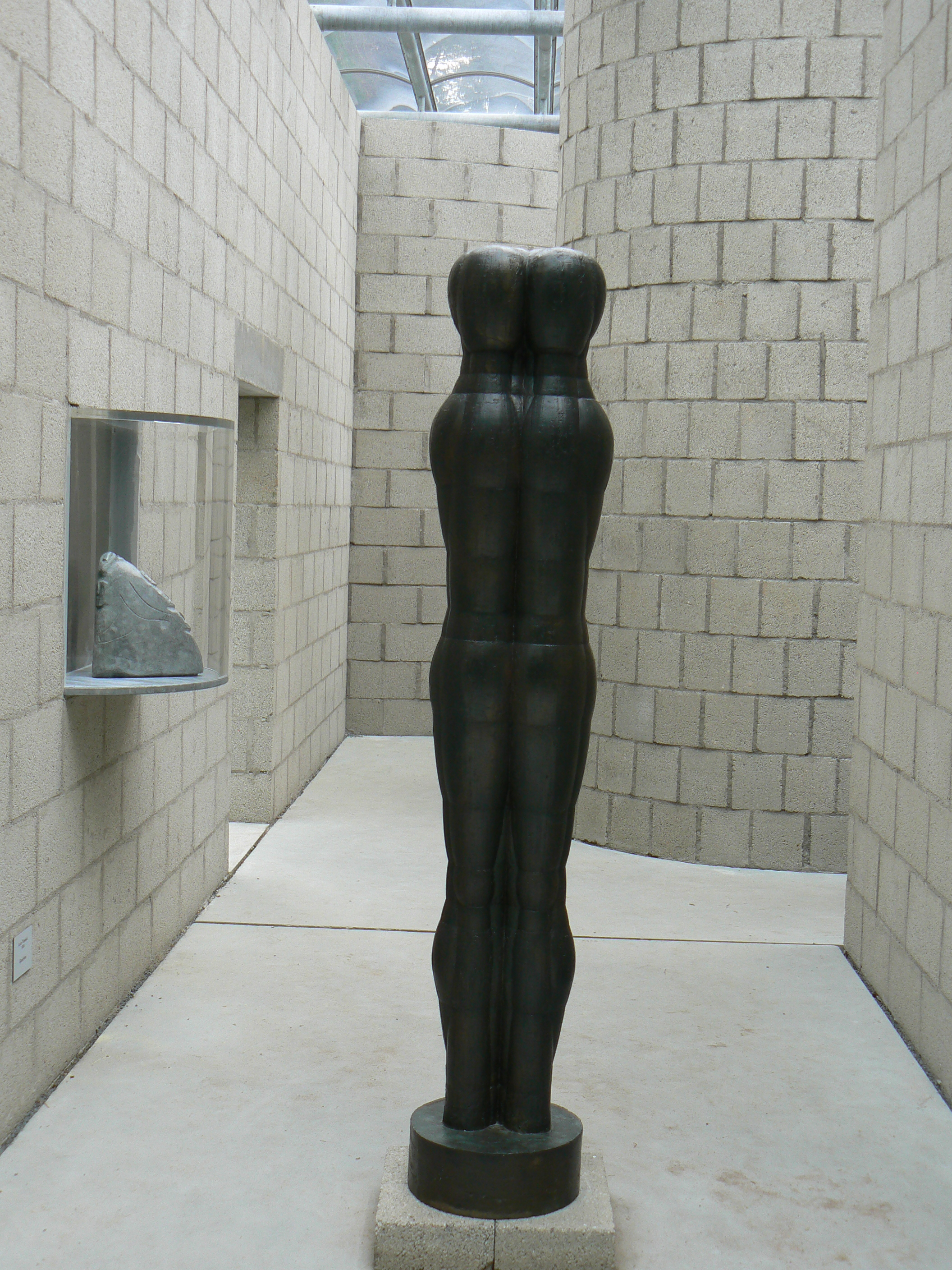
Joannis Avramidis, Grosse Figur, 1958

### Część centralna i południowo-zachodnia

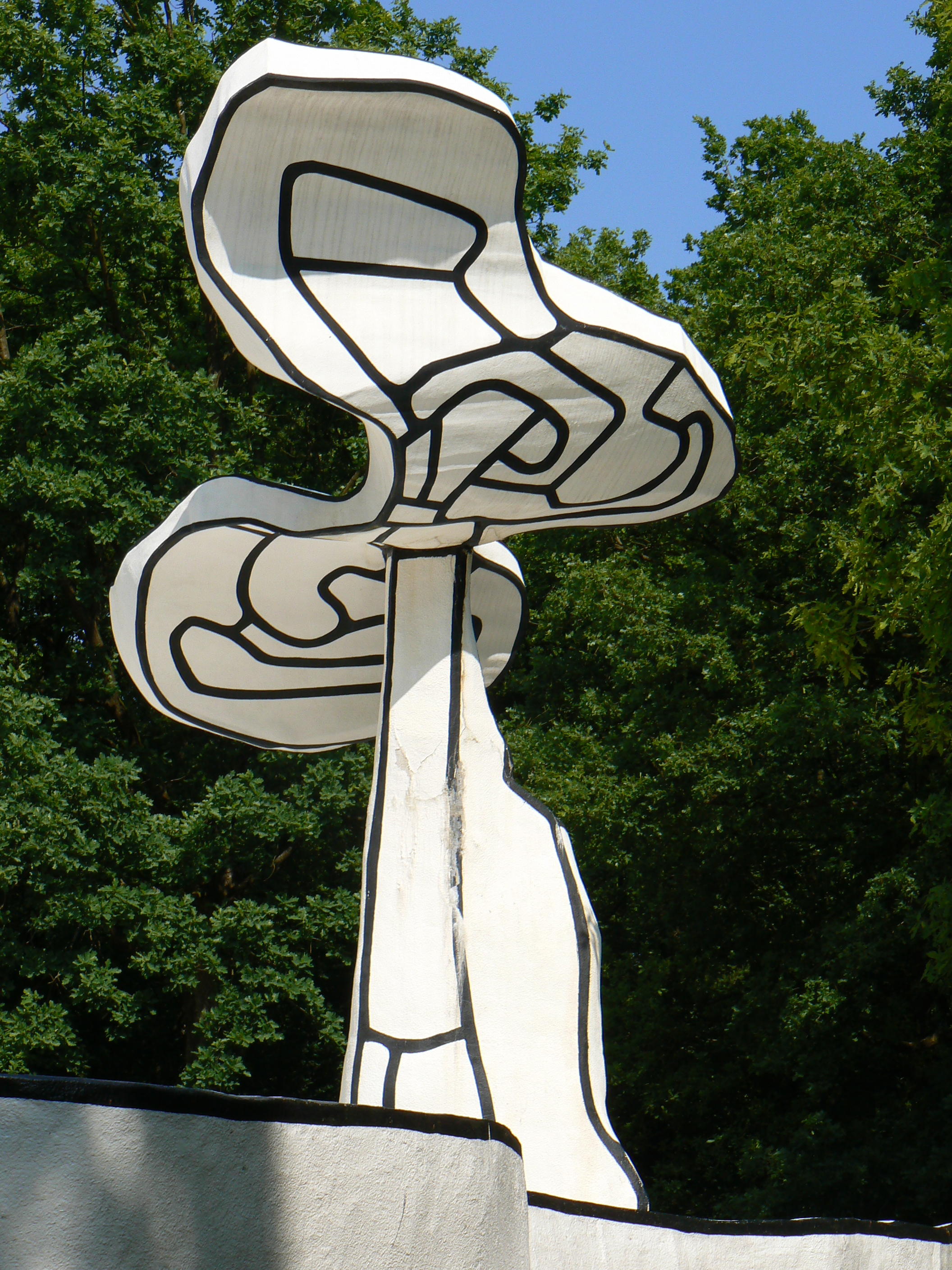
Jean Dubuffet, Jardin (1974)
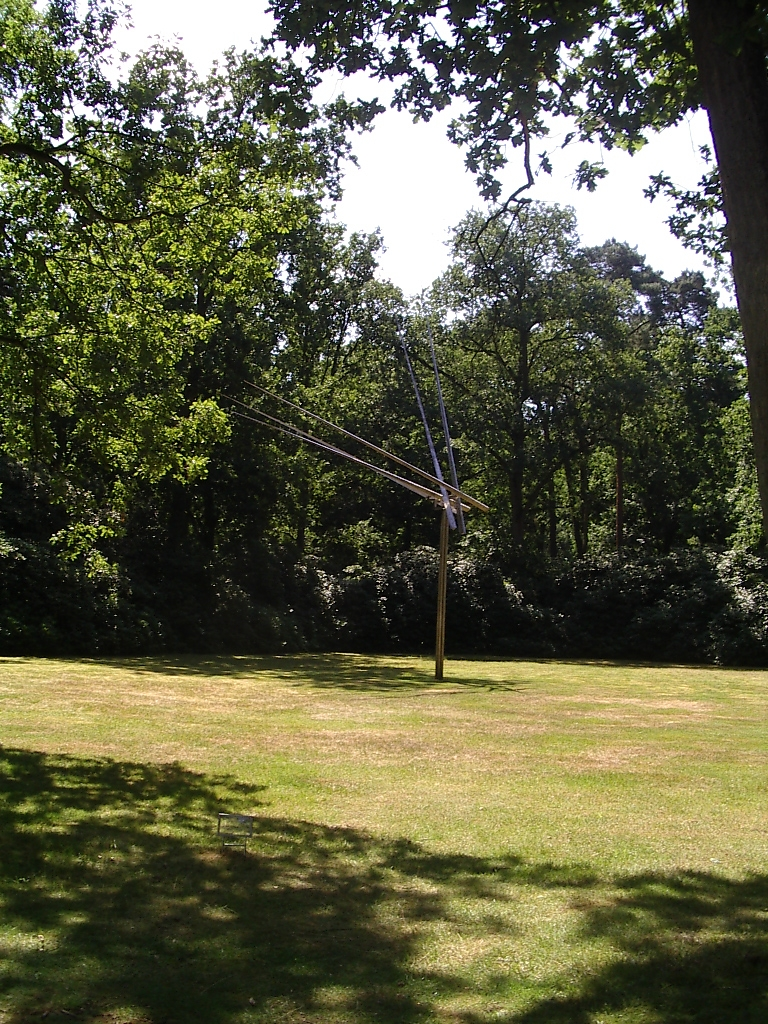
George Rickey, 2vertical, 3 horizontal lines (1965–1966)
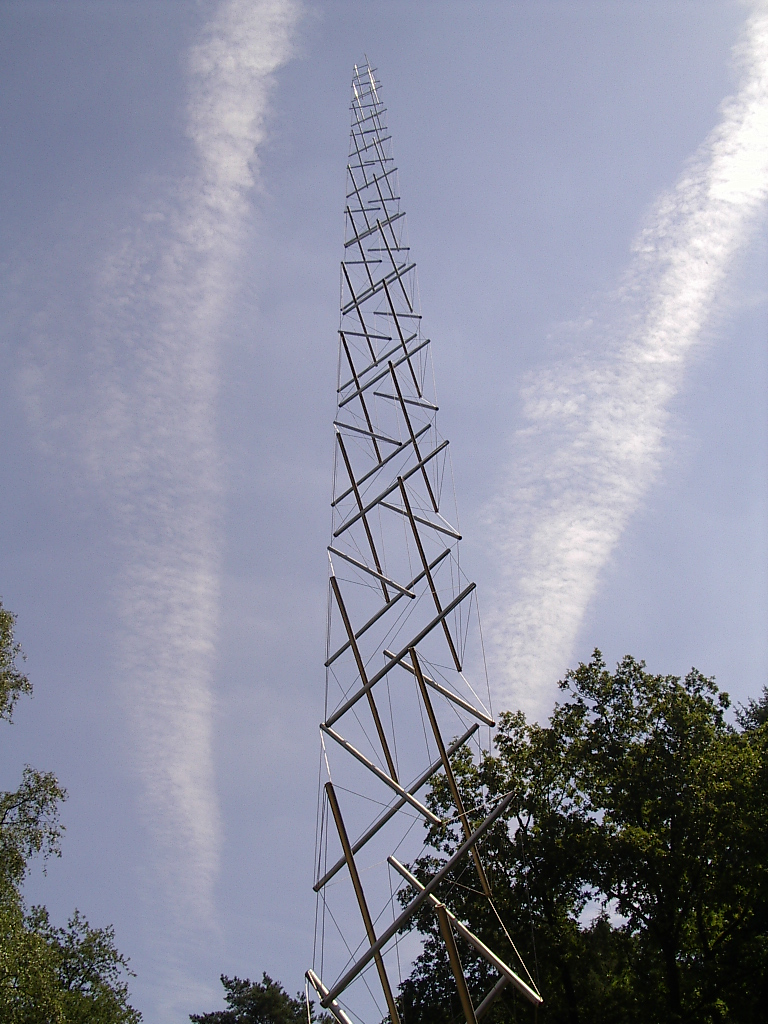
Kenneth Snelson, Needle Tower II (1969)
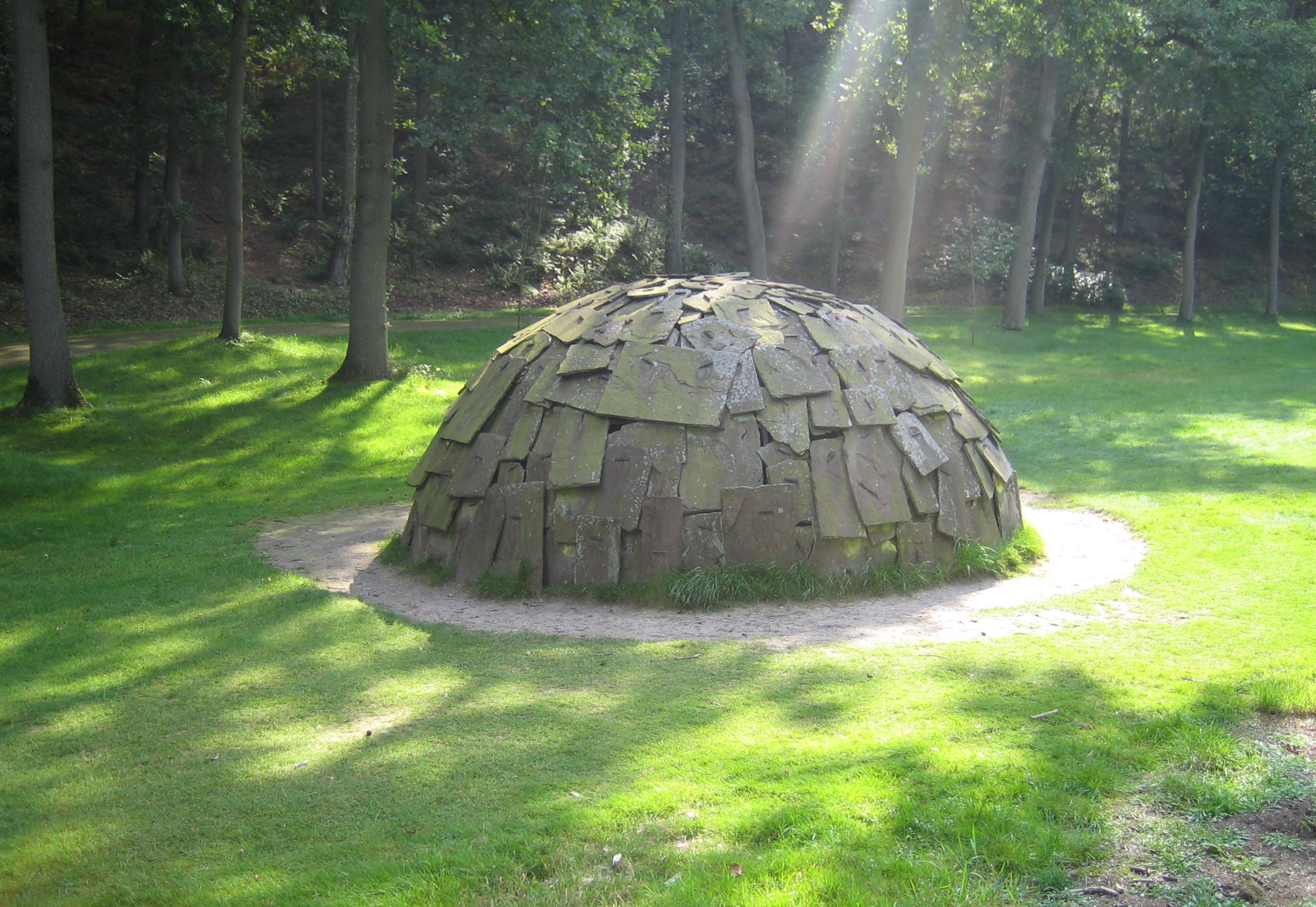
Mario Merz, Igloo di pietra (1982)

### Część północno-zachodnia

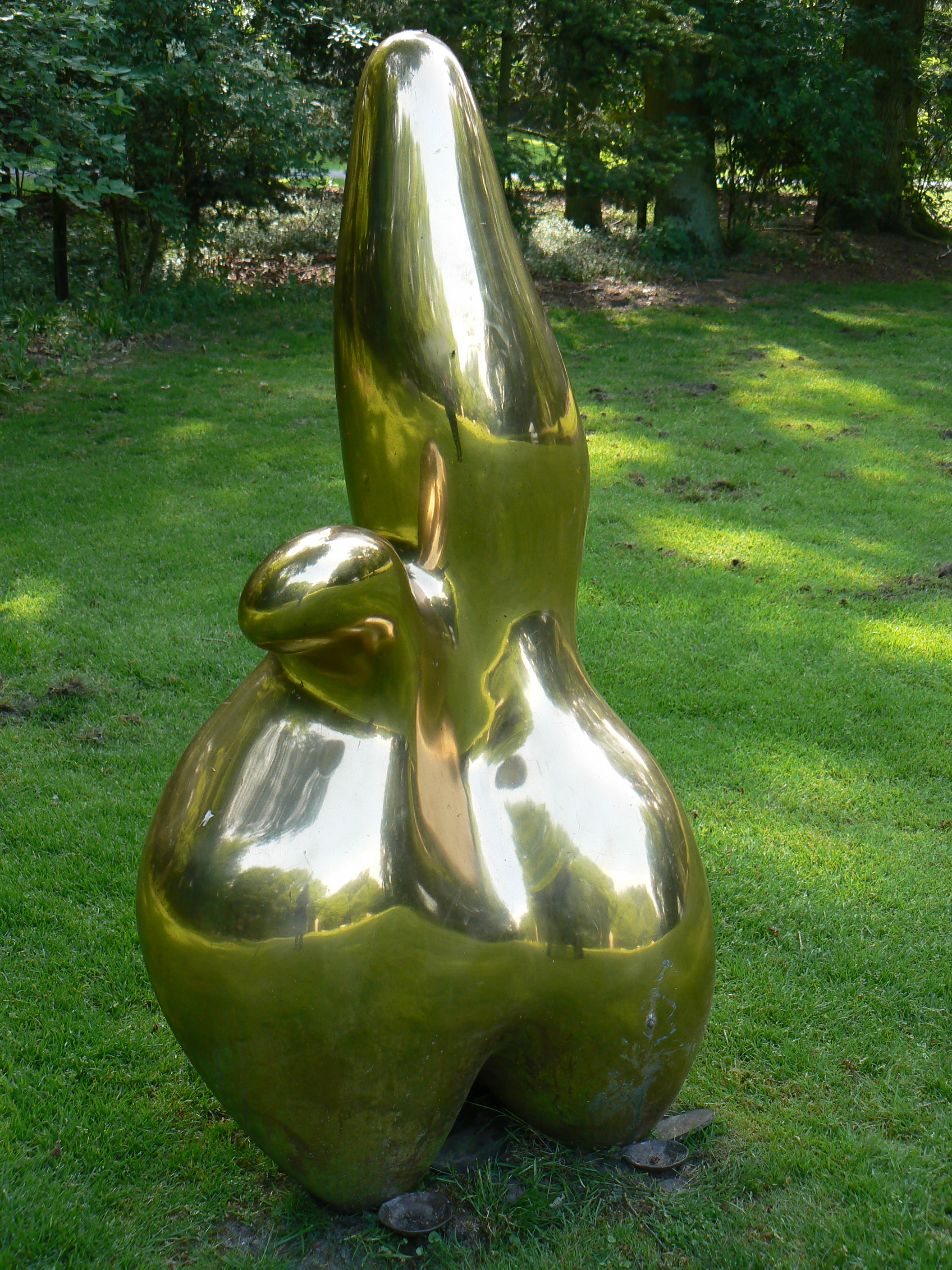
Hans Arp, Berger de nuages (1953)
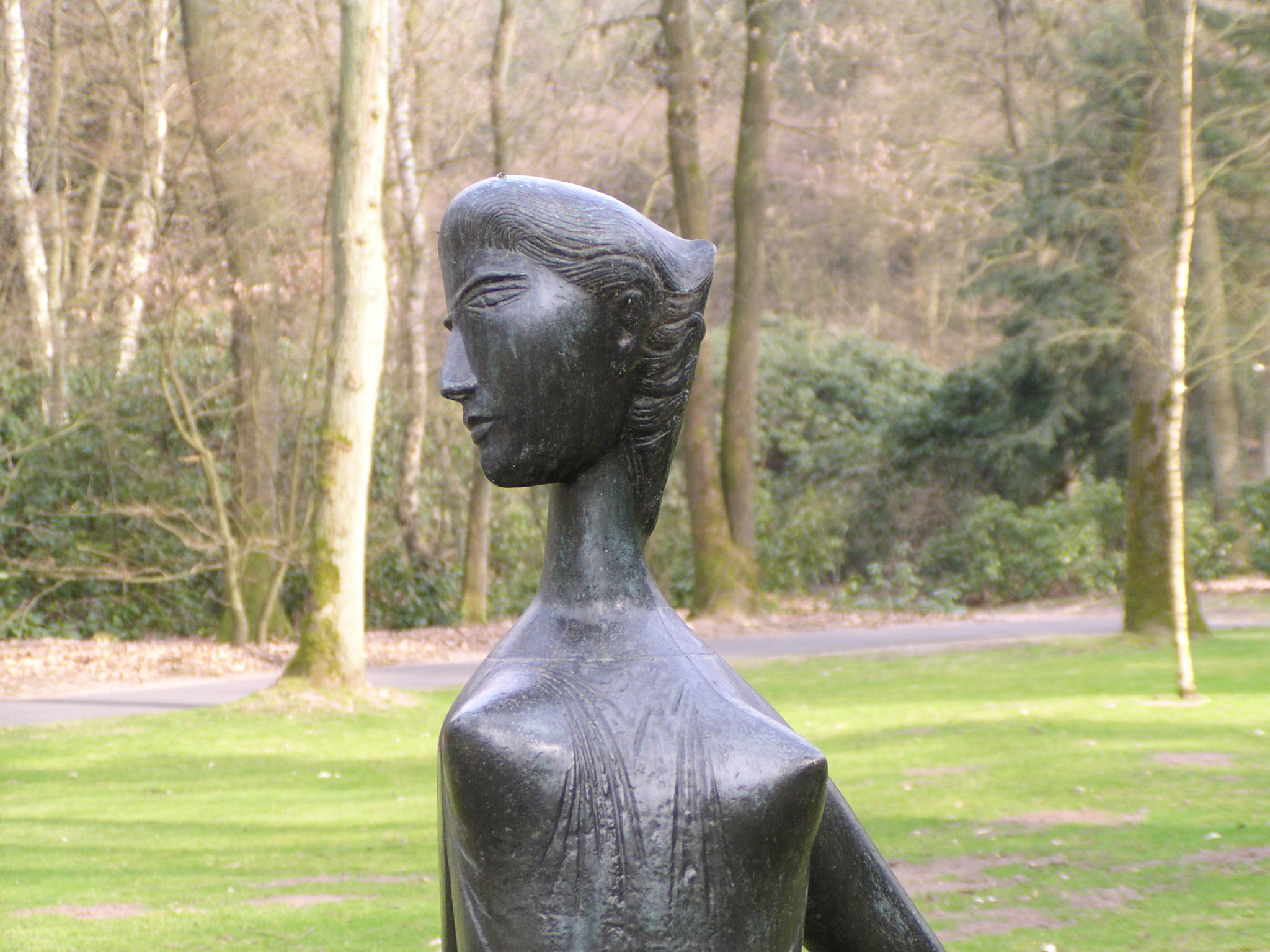
Marcello Mascherini, Ritratto di Franca (1952)
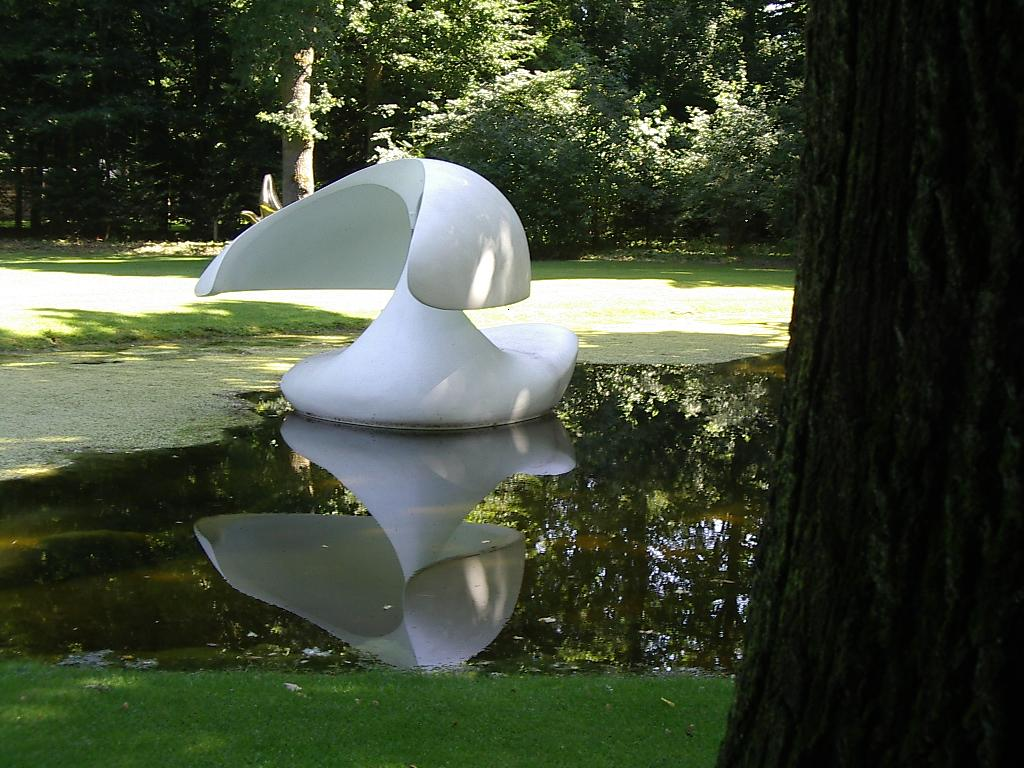
Marta Pan, Sculpture flottante 'Otterlo' (1960-1961)
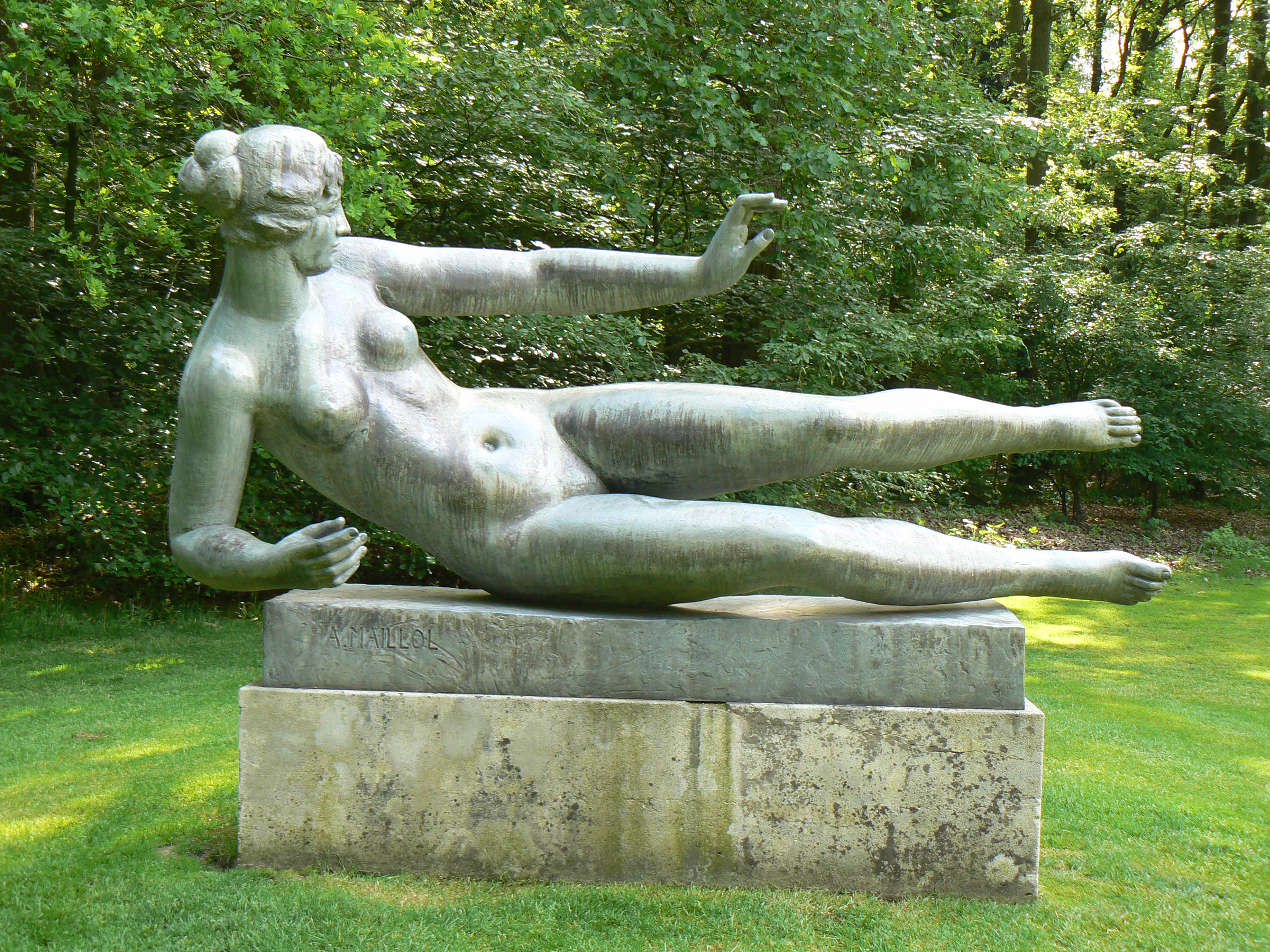
Aristide Maillol, L'Air (1939)

#### Rietveld-paviljoen

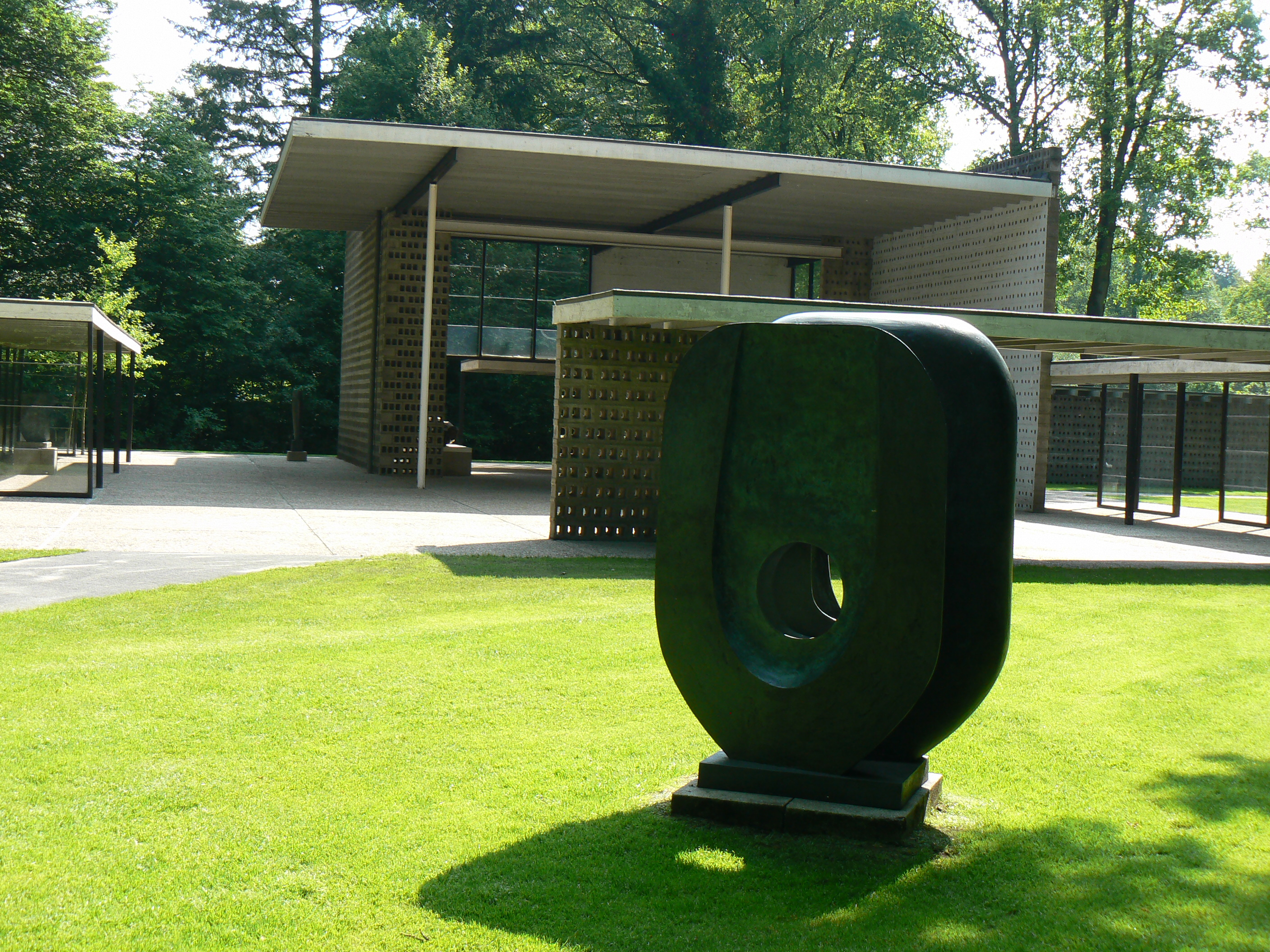
Gerrit Rietveld, Rietveld-paviljoen (1964–1965)
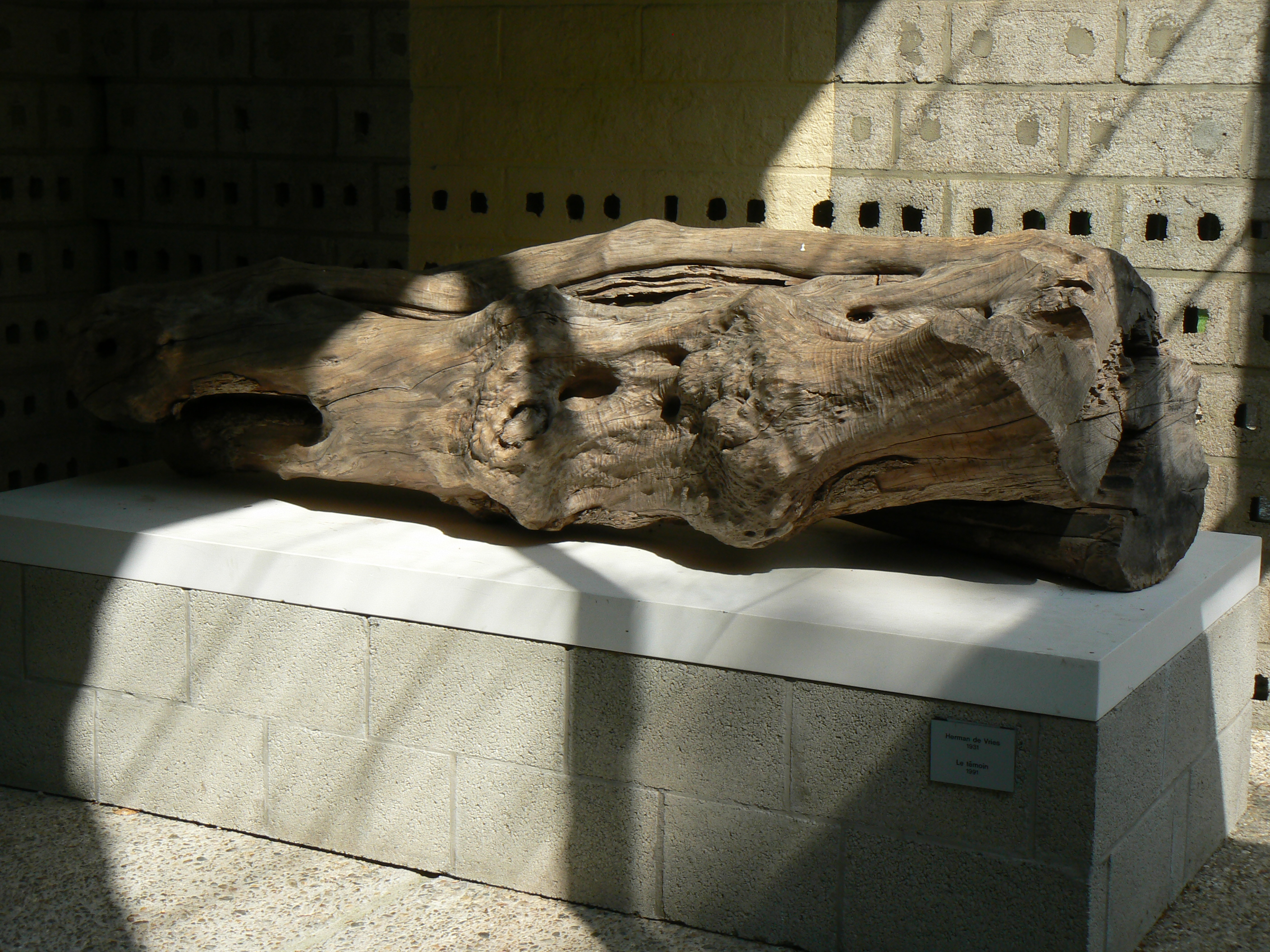
Herman de Vries, Le témoin (1991)
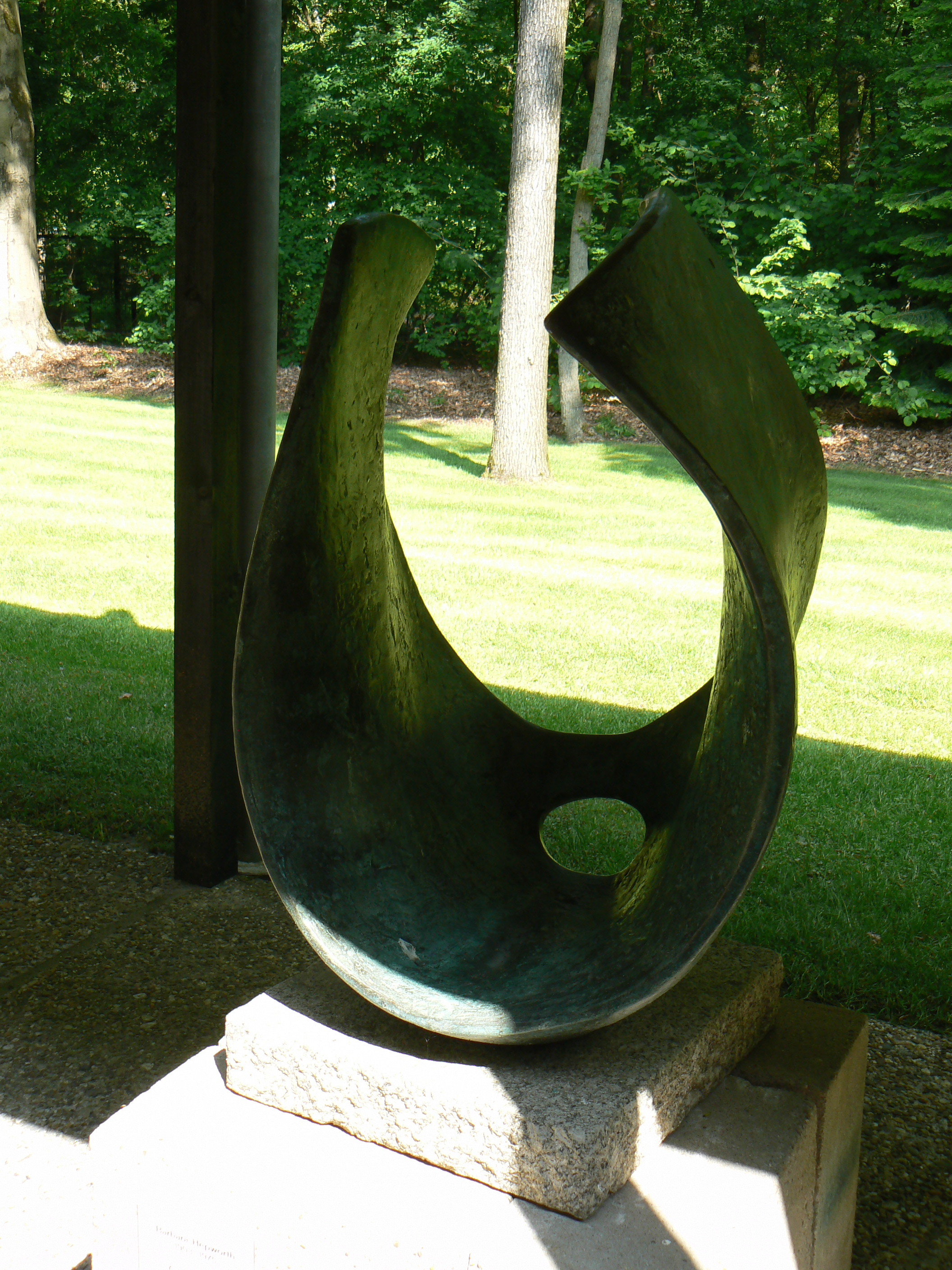
Barbara Hepworth, Tevalgan (1956)
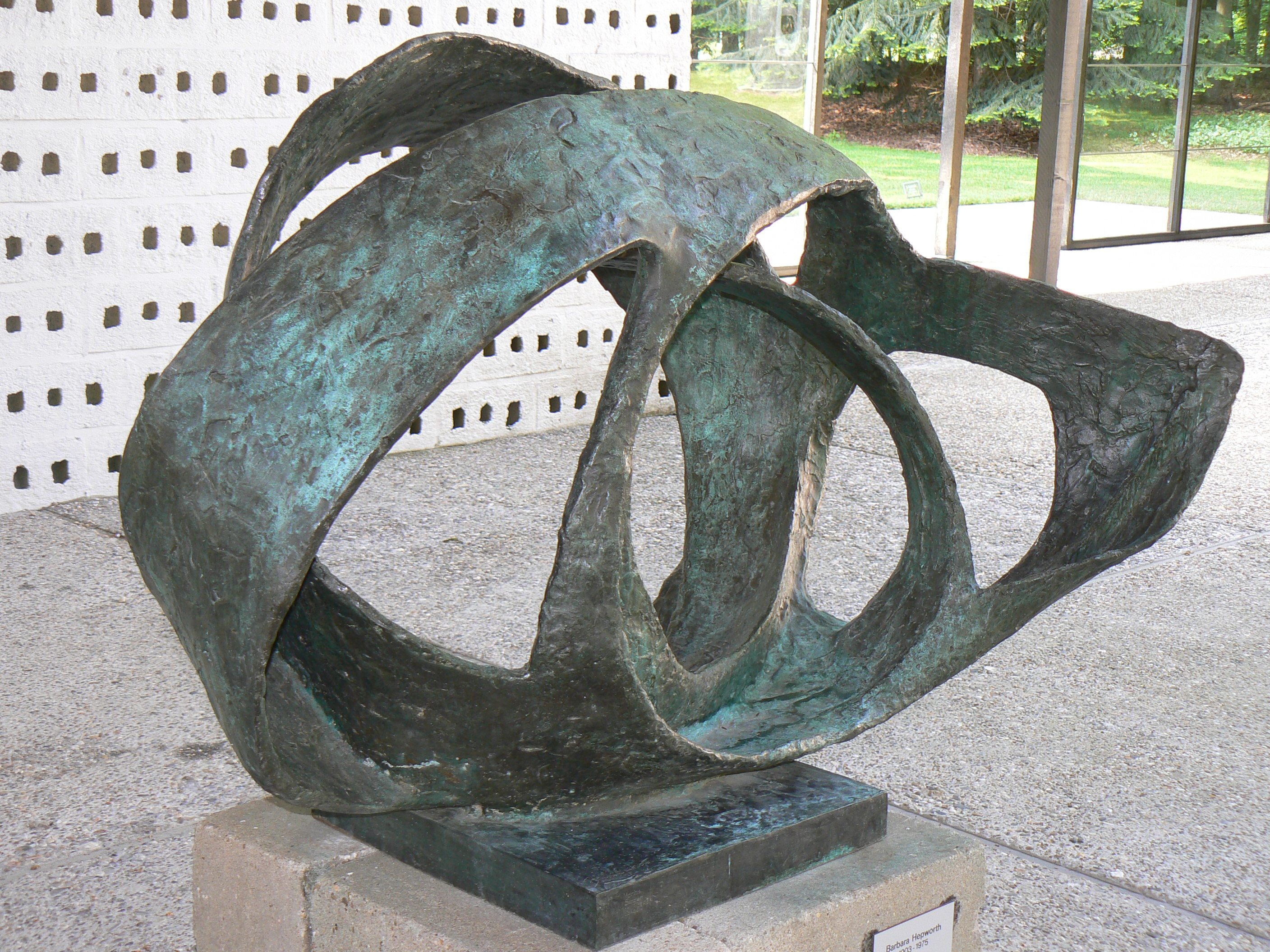
Barbara Hepworth, Oval form